# Elton John
Sir Elton Hercules John, nato Reginald Kenneth Dwight (Pinner, 25 marzo 1947), è un cantante, compositore e pianista britannico.
È uno dei maggiori artisti del pop contemporaneo; con la sua intensa attività musicale ha infatti contribuito notevolmente alla diffusione del piano rock e negli anni settanta è stato tra i principali esponenti del movimento. Nel corso della sua carriera ha venduto oltre 300 milioni di dischi ed è tra i primi cinque artisti mondiali con le maggiori vendite. Inoltre, insieme all'autore Bernie Taupin, forma una delle coppie di compositori più famose e prolifiche della musica contemporanea, attiva pressoché ininterrottamente dal 1967.
Nel 1994 è stato inserito nella Rock and Roll Hall of Fame, mentre nel 1998 è stato fatto Cavaliere (Knight Bachelor) dalla regina Elisabetta II per i servigi resi alla musica, alla cultura inglese e alla beneficenza (anche tramite la sua Elton John AIDS Foundation, una organizzazione non profit). Nel 2004 la rivista Rolling Stone lo ha inserito al 49º posto nella sua lista dei 100 migliori artisti musicali.
Detiene il record per il secondo singolo più venduto della storia dopo White Christmas di Bing Crosby, Candle in the Wind 1997, con una nuova versione di un suo brano del 1973, che vendette oltre 33 milioni di copie (tutti gli incassi furono devoluti al Diana, Princess of Wales Memorial Fund).
Ha oltre cinquanta brani nelle prime quaranta posizioni delle classifiche inglesi e americane, sette album consecutivamente al primo posto nella classifica statunitense, 56 brani nella Top 40 di Billboard, 16 nella Top 10, quattro al secondo posto e 9 al primo posto nella stessa classifica; ha vinto 25 dischi di platino e 35 d'oro, 6 Grammy Award e due Premi Oscar alla migliore canzone (uno nel 1995 insieme al paroliere Tim Rice per Can You Feel the Love Tonight, tratta dalla colonna sonora de Il re leone e un altro nel 2020 per (I'm Gonna) Love Me Again insieme a Taupin, tratta dal film sulla sua vita, Rocketman).
La sua produzione conta circa 800 canzoni, di cui circa 600 pubblicate ufficialmente, e ha suonato in oltre 4600 concerti, e nel 2008 ha completato il suo personale record di essersi esibito in tutti i 50 Stati degli U.S.A..
È stato proprietario della franchigia statunitense dei L.A. Aztecs e della squadra di calcio inglese Watford.

## Biografia

### L'infanzia
Nasce a Pinner (Middlesex, Regno Unito) il 25 marzo del 1947 nell'abitazione dei nonni materni, presso i quali vivevano i genitori Stanley Dwight (pilota della Royal Air Force) e Sheila Eileen (Harris), battezzato con il nome di Reginald Kenneth Dwight. La sua infanzia non è stata affatto facile e il pessimo rapporto con il padre lo segna profondamente. Frequenta la Pinner County Grammar School fino all'età di 15 anni, quando inizia a farsi chiara in lui l'idea di intraprendere una carriera in ambito musicale, sconsigliata e osteggiata dal padre.
I coniugi Dwight, in ogni modo, sono entrambi interessati alla musica; il padre di Elton John era stato un trombettista in una band militare semi-professionale, mentre Sheila collezionava dischi e si teneva aggiornata su tutte le ultime novità discografiche del momento. In seguito, John ricorderà di essersi affacciato al mondo del rock'n'roll proprio grazie alle registrazioni di Elvis Presley e Bill Haley & His Comets che gli faceva ascoltare la madre.

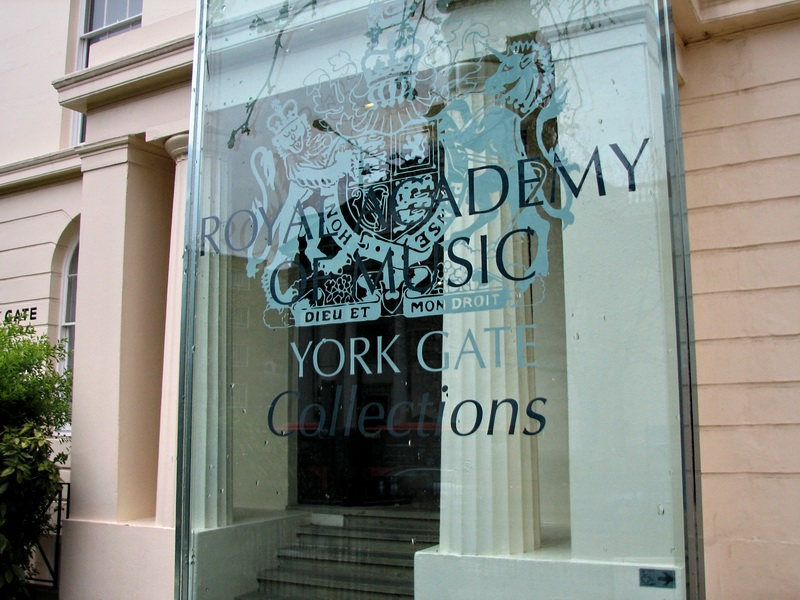
La Royal Academy of Music di Londra, presso la quale Elton intraprese i propri studi musicali

All'età di tre anni, Reginald inizia a fare pratica con il pianoforte, che suona ancora a orecchio, dalla nonna materna, dimostrando subito un innato e precoce talento. Quando la madre lo sente suonare a orecchio The Skater's Waltz di Winifred Atwell si convince delle sue potenzialità e lo esorta a proseguire in un ambito musicale.

### L'adolescenza e gli studi al conservatorio
Inizia così a prendere lezioni di pianoforte all'età di sette anni, finché, dopo l'undicesimo compleanno, riceve una borsa di studio per la prestigiosa Royal Academy of Music di Londra, della quale non completerà mai i corsi, pur conseguendo studi regolari e completi. Inizia suonando Bach, Mozart, Beethoven, Fryderyk Chopin e cantando come tenore nel coro dell'accademia durante il sabato, ma il suo sogno è intraprendere una carriera indirizzata verso il rock'n'roll, lontana dal mondo della musica classica; suonando, Reginald si ispira a personaggi dalla forte presenza scenica, quali Little Richard (citato anche nel brano Made in England) e Jerry Lee Lewis. Viene comunque considerato come uno dei più talentuosi allievi del conservatorio, uno «studente modello»; un'insegnante ricorderà di avere fatto ascoltare al giovane pianista un brano di Händel (lungo quattro pagine), subito da lui riprodotto a memoria («come un disco»).
In quest'ambito sarà supportato dalla madre Sheila e dalla nonna materna, anche perché il padre non è presente quasi mai nel contesto familiare, e quelle poche volte in cui tutta la famiglia è riunita scoppiano spesso violenti litigi che segnano profondamente il carattere del ragazzo, già di per sé introverso. Quando ha 15 anni, assiste al divorzio dei genitori; presto, comunque, Sheila si risposa con un altro uomo, Fred Farebrother, che si rivelerà essere un punto di riferimento per Reginald. Quest'ultimo conierà anche un affettuoso nomignolo per il patrigno, Derf (in sostanza, il nome al contrario). Sheila decide di trasferirsi in un complesso di otto appartamenti, chiamato Frome Court, non molto distante dalle abitazioni precedenti. Qui Reginald passerà gran parte del suo tempo e comporrà molti dei suoi primi brani: cambierà dimora solo dopo quattro album ormai inseriti stabilmente nella Top 40 americana.

### Gli esordi: iCorvettes(1962), iBluesology(1963 - 1967) edEmpty Sky(1969)
Sempre all'età di 15 anni Reginald Dwight trova un posto di lavoro come commesso in un negozio di articoli musicali e, grazie alla madre e al patrigno, inizia a esibirsi i venerdì, i sabati e le domeniche come pianista nel vicino Northwood Hills Pub.
Nel 1962 forma la sua prima band, i The Corvettes: egli è presente al pianoforte elettrico, gli altri membri sono Stuart Brown (voce e chitarra) e Geoff Dyson (basso); a breve si sarebbe aggiunto al gruppo Mike Inkpen (batteria).

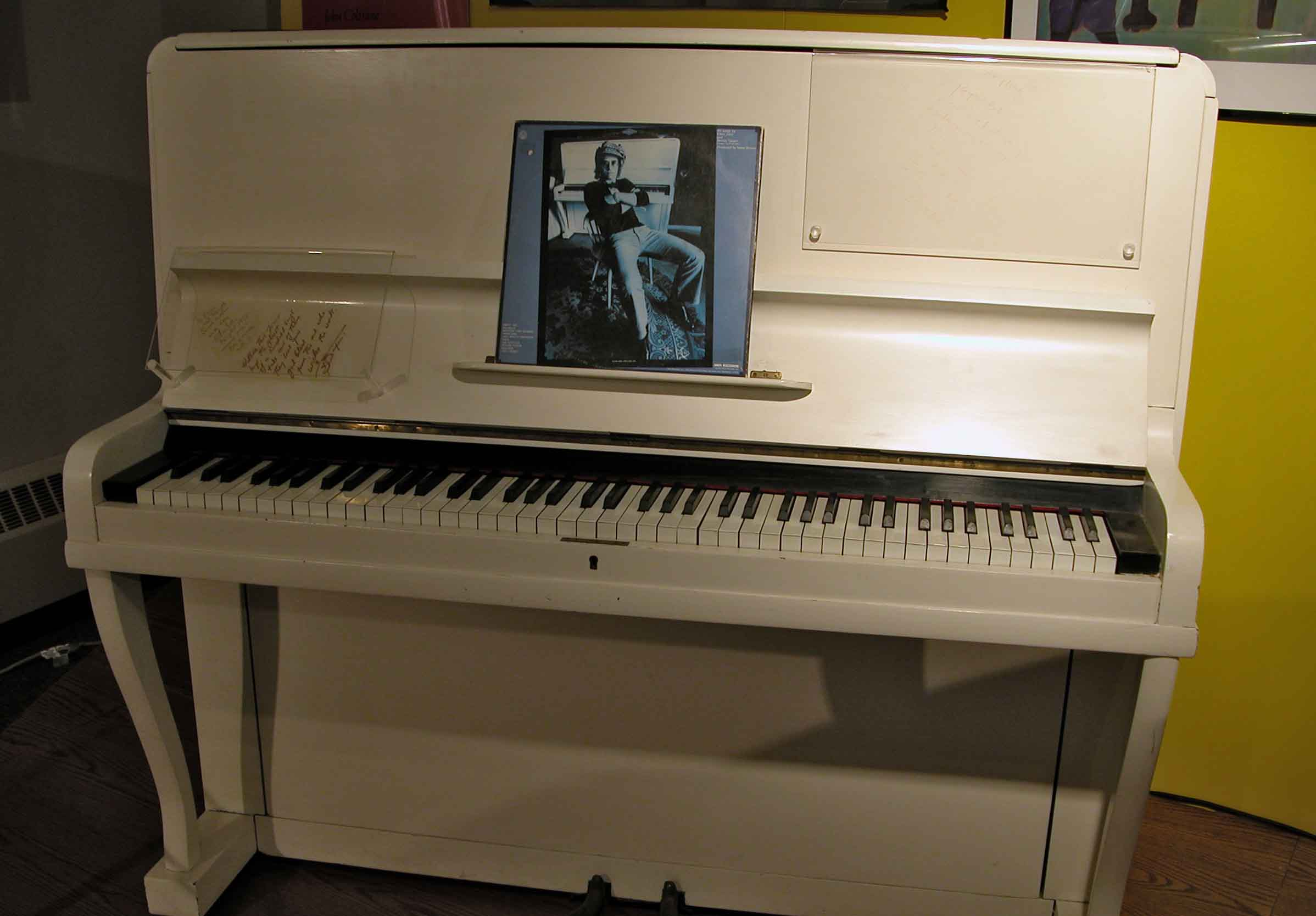
Il pianoforte del 1910 sul quale Elton John ha composto i suoi primi 5 album (e brani come Your Song, Border Song, Tiny Dancer e Levon)

Nel 1963 dai Corvettes trae origine una nuova band, chiamata Bluesology: Dyson viene rimpiazzato da Rex Bishops e la nuova formazione costituisce la prima, vera, esperienza professionale di Elton John. Nel 1965 incidono il loro primo 45 giri, Come Back Baby, pubblicato dalla Fontana Records (ebbe scarso successo commerciale, come il successivo Mr. Frantic del 1966, pezzo noto tra i collezionisti per la sua estrema rarità); vengono poi ingaggiati dall'agenzia di Roy Tempest come gruppo di accompagnamento di vari cantanti soul e R&B americani in tournée nel Regno Unito, come The Isley Brothers, Major Lance, Doris Troy e le Labelle.
Nel 1966, al Cromwelliam Club in South Kensington, Long John Baldry, cantante abbastanza conosciuto nel sottobosco musicale londinese dell'epoca, propone ai Bluesology di diventare la sua band e di accompagnarlo nelle sue varie serate.
Vengono aggiunti due nuovi componenti (il chitarrista Caleb Quaye e il sassofonista Elton Dean) e viene pubblicato un terzo singolo, Since I Found You Baby, dalla Polydor (in quanto a riscontri commerciali, seguirà la sorte dei precedenti). Ma Reginald è stanco di ricoprire un ruolo decisamente poco appariscente, così nel 1967 lascia i Bluesology e tenta la carriera solista. Di lì a poco la band si sarebbe sciolta, senza pubblicare più alcun disco. Dall'esperienza con quel gruppo Dwight prende il suo nome d'arte, originato dai già citati Elton Dean (più tardi nei Soft Machine) e Long John Baldry.
Nel giugno 1967 risponde a un annuncio della Liberty Records per la ricerca di nuovi talenti e grazie al manager Ray Williams inizia la collaborazione, inizialmente solo per corrispondenza, con l'autore Bernie Taupin. Quando i due si incontrano, qualche mese dopo, l'intesa tra loro si rivela perfetta: è l'inizio di un lungo sodalizio umano e professionale.
Scarecrow è il primo brano scritto dal duo John/Taupin, ma in questo periodo vedono la luce anche numerosi demo (la produzione di essi viene diretta da Caleb Quaye); Elton lavora anche come turnista in sala d'incisione per altri gruppi di notorietà almeno locale e riadatta numerose canzoni di buon successo per sbarcare il lunario. È questo il periodo in cui cerca qualcuno disposto a incidere le sue composizioni, ma nessuno accetta, giudicando le sue musiche troppo poco orecchiabili e troppo poco commerciali. Sia lui che Bernie vengono quindi messi sotto contratto dalla Dick James Music Records (DJM Records) e firmano decine di canzoni per altri artisti della scuderia, come Roger Cook e Lulu; nel 1969 partecipano poi all'Eurovision Song Contest con un brano, Can't Go On (Living Without You), che conseguirà la sesta posizione su sei canzoni. In seguito però, notando le loro potenzialità, la casa discografica pubblica alcuni singoli (I've Been Loving You, primo singolo a nome Elton John, Lady Samantha e It's Me That You Need) e un album d'esordio, Empty Sky (1969): ancora acerbo, realizzato con pochi mezzi e senza un vero produttore (Steve Brown, un tecnico della DJM), non ottiene riscontri commerciali, ma mostra già un certo talento compositivo e riceve apprezzamenti da parte della critica; così, la Dick James Music decide di offrire una seconda chance a Elton e Bernie.

### Gli anni settanta

#### Il primo periodo: daElton John(1970) aMadman Across the Water(1971)
Nella seconda metà del 1969 entrano in scena Gus Dudgeon e Paul Buckmaster, reduci dal lavoro (rispettivamente, produzione e arrangiamenti) svolto per il brano Space Oddity di David Bowie. Il risultato è l'album omonimo Elton John (aprile 1970), registrato dal vivo in studio nell'arco di pochi giorni con l'orchestra e una sezione ritmica, dalle atmosfere decisamente cupe e ricco di melodie complesse, barocche, di matrice indubbiamente classica. Molti sono i pezzi significativi nell'ambito del symphonic rock, come I Need You to Turn To, il singolo Take Me to the Pilot, First Episode at Hienton, Sixty Years On, The Greatest Discovery e The King Must Die. L'album viene accolto molto favorevolmente dalla critica; il primo singolo Border Song, la cui uscita in USA anticipa di alcune settimane quella dell'album in UK, entra inoltre nella Billboard Hot 100 (92º posto) e in seguito Aretha Franklin ne realizza una cover che raggiunge la Top 40 della stessa classifica.

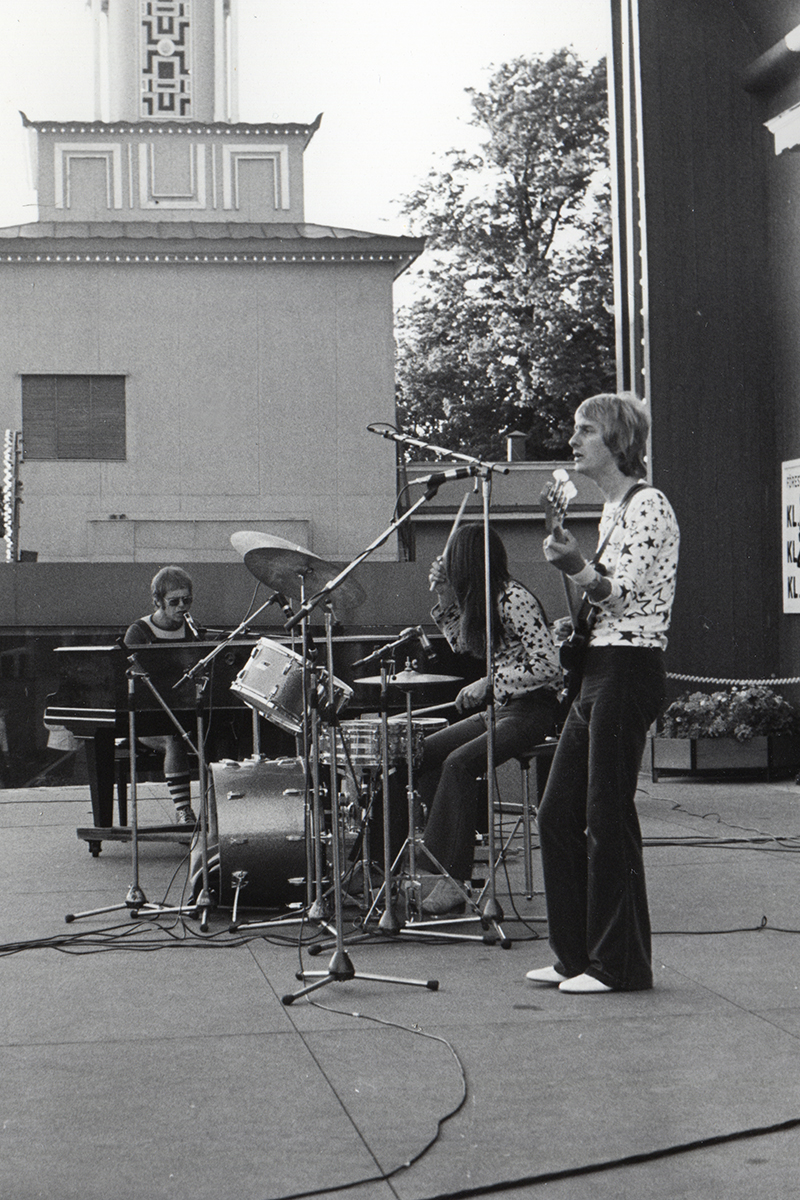
Elton John insieme a Dee Murray e Nigel Olsson, i due musicisti con i quali lanciò la propria carriera

Durante il tour americano che segue la pubblicazione dell'album, a partire dall'agosto 1970, in trio con il bassista Dee Murray e il batterista Nigel Olsson, le esecuzioni dei brani, spogliati dell'orchestra, rivelano le capacità di John come pianista, compositore e showman: al Troubadour di Los Angeles la critica resta molto colpita e scrive di un "nuovo messia rock". Viene inoltre consacrato come "la prima grande rockstar degli anni settanta" da Robert Hillburn, sul Los Angeles Times, nell'agosto 1970.
È l'inizio del grande successo americano, che spinge l'album nella Top 5 USA (distribuito da una piccola etichetta affiliata al colosso MCA, che fiuta l'affare) e quindi, di rimbalzo, a sfiorare la Top 10 inglese, anche grazie alla scelta come secondo singolo di Your Song, brano destinato a divenire un evergreen, una delle canzoni d'amore più note e amate di sempre. Dopo avere ascoltato il brano John Lennon dirà di avere sentito per la prima volta qualcosa di veramente nuovo dopo lo scioglimento dei Beatles.
È da notare la sua intensa attività di session man, sia ufficiale che anonima, che si è protratta dagli anni degli esordi nel mondo musicale (1968) sino al 1970, in piena esplosione mediatica.
In quell'anno vengono inoltre pubblicati altri due singoli: Rock n Roll Madonna/Grey Seal e From Denver to L.A..
Subito dopo vede la luce anche il suo terzo album, Tumbleweed Connection (1970), che raggiunge le Top 10 inglese e americana malgrado non ne vengano estratti dei singoli. Per moltissimi si tratta del suo capolavoro, un concept-album di ambientazione western dai sontuosi, ariosi e superbi arrangiamenti orchestrali, che fonde blues, rock, country e gospel, con pezzi del calibro di Ballad of a Well-Known Gun, Come Down in Time, My Father's Gun, Where to Now St.Peter?, Amoreena, Talking Old Soldiers e Burn Down the Mission.

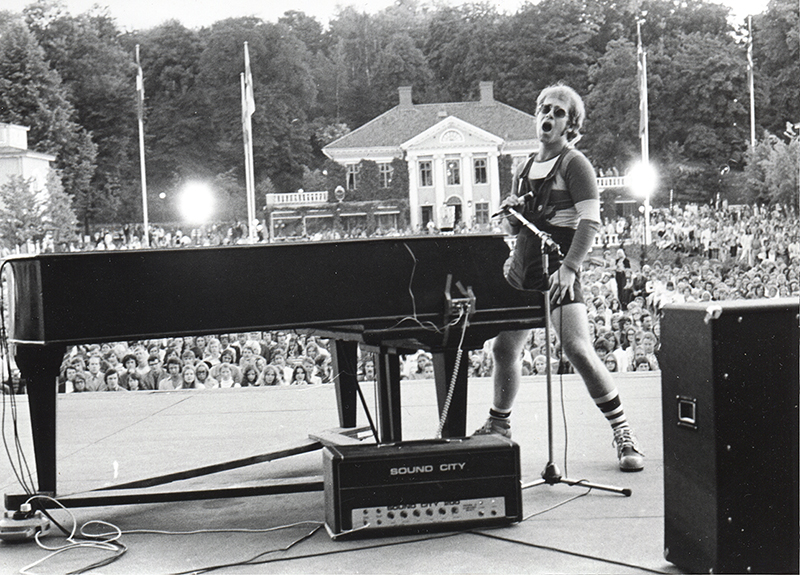
Elton John in una delle sue primissime esibizioni live, nel 1971

Nel 1971 lavora senza sosta tra lo studio e il palco: escono Friends, colonna sonora del film omonimo (noto in Italia come Due ragazzi che si amano) commissionata dalla Paramount e composta da canzoni firmate John/Taupin (l'unico singolo pubblicato sarà il brano omonimo Friends) e da pezzi strumentali scritti da Buckmaster, e l'album live 17-11-70, registrazione di un concerto radiofonico tenuto a New York, pubblicato per frenare la circolazione di bootleg che già imperversavano sul mercato americano. Segue l'album di inediti Madman Across the Water, altro raffinato prodotto della "prima fase" eltoniana, in cui il team John-Taupin-Dudgeon-Buckmaster porta a livelli alti il barocco folk-rock sinfonico sviluppato nei tre lavori in studio precedenti. Anche in questo caso la critica rimane notevolmente colpita da pezzi del calibro di Madman Across the Water, Indian Sunset, Holiday Inn, All the Nasties e Goodbye. In Gran Bretagna il disco sfiora soltanto la Top 40 ma si rifà negli USA, arrivando al numero 8 e con il discreto successo dei singoli Levon e Tiny Dancer. Nel Regno Unito non vengono estratti singoli da quest'album. Il 7 gennaio 1972 Reginald Kenneth Dwight cambia legalmente il suo nome in Elton Hercules John.

#### Il grande successo: daHonky Château(1972) aCaptain Fantastic and the Brown Dirt Cowboy(1975)
Con Honky Château (1972) debutta in pieno anche in studio la Elton John Band formata da Dee Murray, Nigel Olsson e dal chitarrista scozzese Davey Johnstone. Vengono ancora utilizzati alcuni session men (per esempio il violinista Jean-Luc Ponty), ma l'assenza dell'orchestra comporta una virata verso un pop-rock pianistico più immediato, che alterna brani ritmati (tra cui Honky Cat, secondo singolo estratto, Amy, I Think I'm Going to Kill Myself, Hercules) ad altri più lenti come Mona Lisas and Mad Hatters, Salvation e il primo singolo Rocket Man, anch'esso destinato a divenire un evergreen: l'album raggiunge il 1º posto negli Stati Uniti, primo di una serie di sette, e il 2º in Gran Bretagna, dove raggiungeranno la numero 1 i successivi quattro LP, e lancia definitivamente Elton John come rockstar.

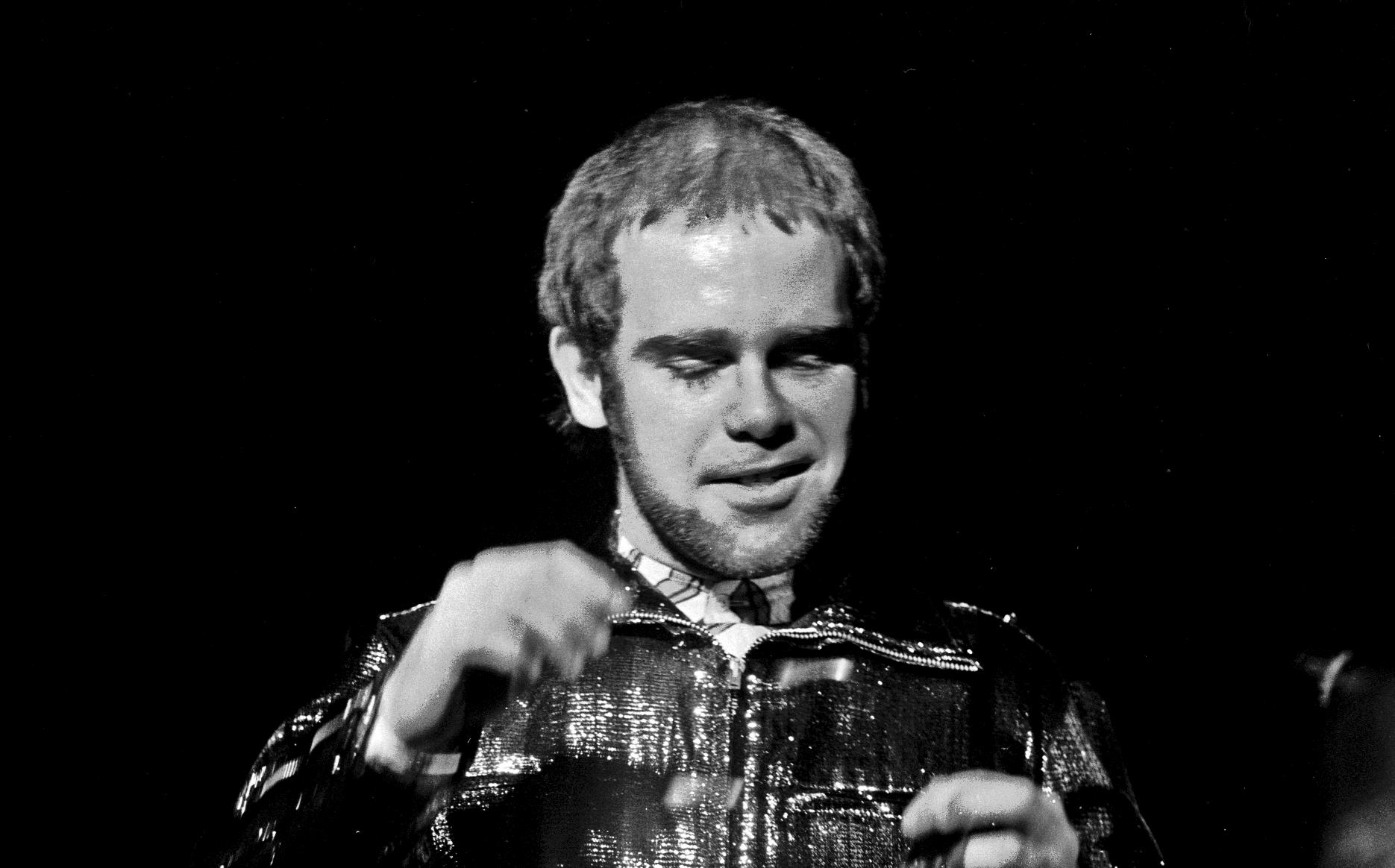
Elton John nel 1972

Fondamentale è il look esibito nei concerti, costruito sulla scia dei divi glam-rock come il rivale David Bowie e Marc Bolan, a base di travestimenti kitsch e ambiguità sessuale, con occhiali da vista di modelli curiosi che diventano un suo marchio di fabbrica. È così che inizia a venire meno il consenso da parte della critica, che contesta gli atteggiamenti dell'artista e presta minore attenzione all'aspetto musicale: "All'inizio la critica era molto colpita dalla mia musica, ma quando cominciai a indossare i costumi tutti dissero che non ce n'era bisogno. E che sarebbe stato meglio se fossi salito sul palco con un paio di jeans e una maglietta. Ma quello non sarei stato io".
Nel 1973 fa uscire due dischi destinati ad avere notevole successo sulla scena musicale internazionale, sempre prodotti da Dudgeon. Il primo è Don't Shoot Me I'm Only the Piano Player, un omaggio al regista francese François Truffaut. I brani più significativi sono Blues for My Baby and Me, Have Mercy on the Criminal e High Flying Bird, ma l'LP entra nell'immaginario del pubblico con le due hit-singles Daniel e Crocodile Rock. Quest'ultima in particolare contribuirà in modo decisivo al successo di Elton, raggiungendo la vetta della classifica statunitense per tre settimane e di quella italiana; le prime esibizioni in Italia che seguiranno si riveleranno un trionfo.
Il secondo disco è il doppio Goodbye Yellow Brick Road, che resta il suo album più celebre. Il progetto iniziale di realizzarlo in Giamaica, sulle orme dei Rolling Stones, non ha buon esito a causa delle pessime condizioni degli studi di Kingston, ma, ritornato a registrare in Francia, ne esce un album da molti ritenuto un marchio di fabbrica del musicista, con brani che spaziano dal progressive (Funeral for a Friend/Love Lies Bleeding, una suite della durata di 11:08) all'hard-rock del primo singolo Saturday Night's Alright (For Fighting), dal glam (All the Girls Love Alice) alle ballate agrodolci come Candle in the Wind e la title track Goodbye Yellow Brick Road, gli altri singoli estratti. Bennie and The Jets, negli USA, diviene il primo brano scritto da un cantante bianco a raggiungere la numero 1 nelle classifiche R&B, comunque la critica viene favorevolmente colpita da tutto l'album, che staziona al 1º posto per otto settimane negli Stati Uniti e per due nel Regno Unito. Anche il singolo natalizio Step Into Christmas conquista una numero 1 USA nel dicembre 1973.

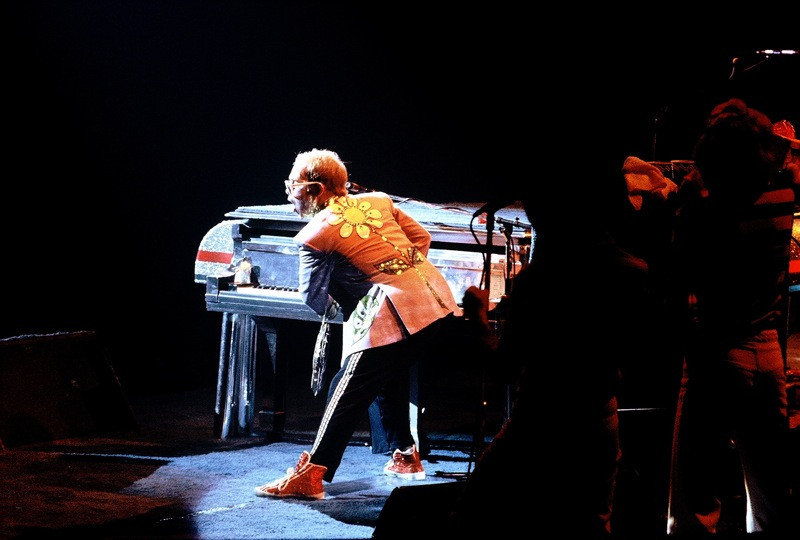
Elton John al pianoforte nel corso di un'esibizione live

Nel 1974 viene pubblicato Caribou, primo di tre album registrati ai Caribou Studios di Jim e Jeff Guercio tra i monti del Colorado: esso ospita ancora una volta il percussionista Ray Cooper (diventato ormai membro della Elton John Band), i Tower of Power ai fiati e, ai cori, Dusty Springfield (nella hit-single The Bitch Is Back) e parte dei Beach Boys (nell'altro singolo Don't Let the Sun Go Down on Me). Vi sono, tuttavia, diversi problemi tecnici per adattarsi alle strumentazioni e ai metodi di lavoro in quel luogo; inoltre, l'LP dovrebbe chiamarsi The Bitch Is Back, ma la pubblicazione di un bootleg così intitolato dell'intero album blocca il tutto.
Nello stesso anno Elton collabora con John Lennon nel suo album Walls and Bridges.). L'esibizione al Madison Square Garden sarà l'ultima apparizione sul palco di John Lennon.
Sempre nel 1974 vede la luce il primo Greatest Hits, che ha un grande successo commerciale (oltre 16 milioni di copie vendute), rimanendo in prima posizione per dieci settimane negli Stati Uniti e per undici nel Regno Unito.
Nel 1975 la MCA distribuisce negli USA l'album d'esordio Empty Sky (che raggiunge la posizione numero 6 in classifica) e il successo americano prosegue con il primo posto di Philadelphia Freedom, iniziale incursione di Elton nel soul di Philadelphia in voga a metà anni settanta.
Un'altra cover di quel periodo è Pinball Wizard, eseguita da Elton all'interno del film Tommy, trasposizione cinematografica dell'omonima rock-opera degli Who firmata Ken Russell. Rispetto alla versione di Pete Townshend, la reinterpretazione di John mette in evidenza il pianoforte nella intro (e non la chitarra acustica); sono presenti inoltre dei versi inediti scritti da Townshend appositamente per il film, nel quale Elton interpreta il campione mondiale di flipper Local Lad, spodestato dal protagonista Tommy Walker.

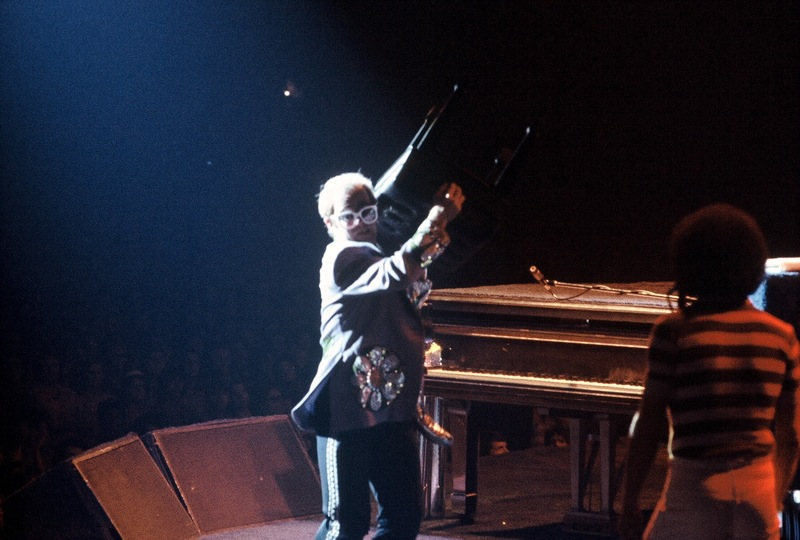
Elton John nel 1975

Con Captain Fantastic and the Brown Dirt Cowboy (1975), Elton John realizza il suo lavoro più ambizioso e personale, un concept-album (l'unico singolo estratto è Someone Saved My Life Tonight) dai testi autobiografici e dalla inquietante ed enigmatica copertina (realizzata da Alan Aldridge), piena di figure grottesche e deformi ispirate alle produzioni di Max Ernst, Hyeronimus Bosch e Salvador Dalí: il suo autore ottenne anche una nomination al Grammy (secondo i critici Aldridge aveva realizzato un "assalto artistico alla vista"). L'LP è dedicato agli anni della gavetta e alla relazione, umana e professionale, con Bernie Taupin, e per larghissima parte della critica costituisce uno degli album migliori mai realizzati dalla star britannica, con pezzi del calibro di Captain Fantastic And The Brown Dirt Cowboy (l'omonimo pezzo d'apertura), Tower of Babel, Better Off Dead e We All Fall In Love Sometimes/Curtains: la Elton John Band è al suo massimo, così come la produzione di Dudgeon; l'LP segna però anche l'addio della classica formazione, che di lì a poco sarà rinnovata.
Il 21 giugno, quando l'album viene eseguito live al Wembley Stadium di Londra, il pubblico reagisce freddamente e l'album in patria si ferma al numero 2; negli USA invece è il primo LP di tutti i tempi a debuttare al numero 1 nella classifica di Billboard, mantenendo la posizione per sette settimane, l'apice di una carriera che nel 1975 lo vede avere oltre il 2% delle vendite mondiali di dischi.

#### Rock of the Westies(1975),Here and There(1976) eBlue Moves(1976)
Il live londinese segna anche il debutto della nuova band allargata: gli storici Dee Murray e Nigel Olsson sono sostituiti da Kenny Passarelli al basso e da Roger Pope alla batteria. Vengono inoltre aggiunti un nuovo chitarrista (Caleb Quaye) e un tastierista, James Newton Howard. Con questa formazione Elton registra Rock of the Westies (1975), album elettrico e veloce («il primo dei miei dischi alla cocaina», ammetterà la superstar). Il sound è decisamente cambiato, come si può notare dai due singoli estratti (Island Girl, numero 1 USA, e il doppio Grow Some Funk of Your Own/I Feel like a Bullet (in the Gun of Robert Ford)) e il pubblico non ne è entusiasta; tuttavia, l'LP debutta nella classifica statunitense in prima posizione (come il precedente Captain Fantastic and the Brown Dirt Cowboy), rimanendoci per tre settimane. Nel Regno Unito si posiziona invece al quinto posto.
Elton fonda quindi insieme al manager John Reid una propria etichetta discografica, la Rocket Records, che metterà sotto contratto artisti come Cliff Richard, Neil Sedaka, Kiki Dee, Judie Tzuke. Comunque, essa sarà destinata soprattutto a pubblicare i futuri dischi della rockstar.
La prima produzione Rocket è il singolo Don't Go Breaking My Heart, duetto con Kiki Dee di grande successo in tutto il mondo, mentre esce l'ultimo LP previsto dal contratto con la DJM, il live Here and There (1976). Il titolo del suddetto si riferisce a due esibizioni: la prima, Here (letteralmente Qui), riguarda il concerto per beneficenza al Royal Festival Hall di Londra, tenutosi il 18 maggio 1974 (è presente anche la Principessa Margaret d'Inghilterra). La seconda, There (letteralmente Lì), si riferisce alla famosa performance tenutasi il 28 novembre 1974 al Madison Square Garden di New York. L'album, inizialmente composto da nove tracce, sarà riedito in doppio CD nel 1996 comprendendo i tre duetti con Lennon oltre ad altri brani tralasciati dall'LP originale.

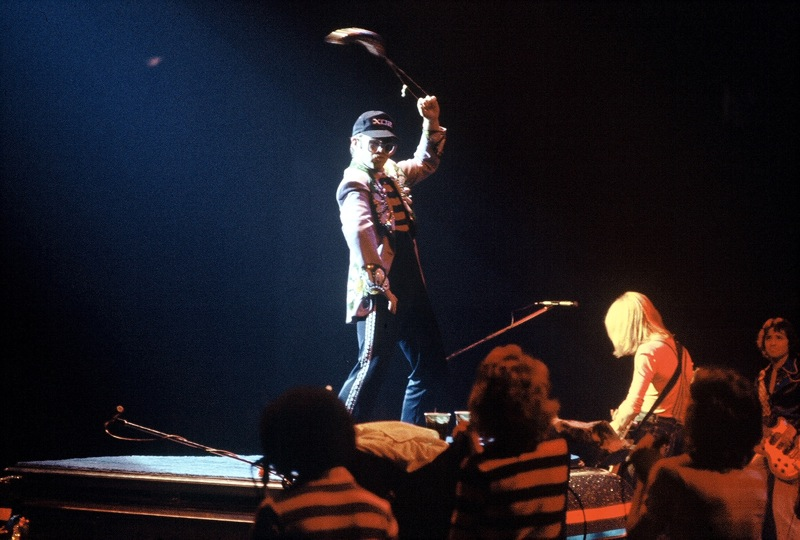
Elton John in concerto, nel 1975

In questo periodo il successo degli spettacoli dal vivo della superstar raggiunge l'apice ed egli diventa tra i più popolari e celebrati esponenti del mondo del rock. Anche i costumi di scena si evolvono: oltre a indossare gli occhiali delle forme più strane (aveva iniziato per imitare il suo idolo Buddy Holly), Elton John continua a perfezionare il proprio look per tutta la seconda metà degli anni settanta.
Nel 1976 vede la luce Blue Moves, album doppio, che inizierà a segnare un calo nelle vendite soprattutto negli Stati Uniti, che esce a fine anno trainato dalla hit Sorry Seems to Be the Hardest Word.
Ricco di collaborazioni importanti, spazia tra ballate tristi, tocchi jazzati, suite orchestrali e ammiccamenti alla discomusic, riflettendo gli stati d'animo di un Elton devastato da alcool e droghe e in preda alla depressione e di un Taupin in crisi coniugale. Tra i brani di maggior rilievo artistico occorre citare Tonight, One Horse Town e Cage the Songbird. L'album esce a ridosso della famosa intervista alla rivista Rolling Stone in cui la rockstar rivela la propria bisessualità, e non va oltre un numero 3 in USA e in patria. Il coming out danneggia la carriera di Elton, mettendo un freno alle vendite e alla popolarità soprattutto in un Paese puritano come gli Stati Uniti, dove larga parte del pubblico rimane spiazzato da questa confessione pubblica.
In un concerto alla Wembley Arena (finalizzato alla promozione dell'LP), Elton annuncia di volersi ritirare dalla scena musicale. La dichiarazione è seria, ma il ritiro durerà solo qualche anno.

#### Il momentaneo ritiro,A Single Man(1978) eVictim of Love(1979)
Infatti John nel 1977 interrompe la collaborazione con Taupin e con Dudgeon e azzera l'attività musicale: in quell'anno viene pubblicato solo un singolo per beneficenza, The Goaldigger Song, distribuito esclusivamente in 500 copie, alcune delle quali firmate dalla rockstar; anche l'attività live si ferma di colpo, tralasciando un concerto con la band China e poche esibizioni londinesi solo piano e percussioni. In queste occasioni John (accompagnato esclusivamente da Ray Cooper) presenta, per la prima volta dopo tanti anni, un look decisamente sobrio e dimesso, sintomo di un disperato desiderio di normalità. In assenza di nuovi dischi la sua casa discografica pubblica Elton John's Greatest Hits Volume II per sfruttare l'eco della prima raccolta e intanto egli si dedica ad altro: produce altri artisti e diviene il Presidente del Watford F.C., la squadra di calcio della quale è tifoso: come sua prima mossa da massimo dirigente fa esordire in panchina Graham Taylor, che in sei anni condurrà gli Hornets dalla Fourth Division alla massima serie. Il pianista di Pinner registra inoltre alcuni brani soul con il produttore Thom Bell, che usciranno parzialmente due anni dopo.
Nell'ottobre 1978 si ripresenta con un album di inediti, dopo il flop del poliedrico singolo Ego, ma la scena musicale è cambiata profondamente, in seguito all'affermazione del punk e della new wave: A Single Man inaugura la collaborazione con l'autore Gary Osborne, che a differenza di Taupin scrive i testi solo in seguito alla composizione della musica; il brano di maggior successo è la strumentale Song for Guy (numero 4 UK), tributo al giovane Guy Burchett, dipendente della Rocket Records deceduto in un incidente motociclistico. Comunque, nessuno dei due singoli estratti (l'altro è Part-time Love) porta fortuna all'album prodotto dallo stesso Elton assieme a Clive Franks. A Single Man rappresenta quindi il primo, relativo, insuccesso commerciale di Elton John dopo anni di trionfi, raggiungendo solo la numero 15 negli Stati Uniti e la numero 8 nel Regno Unito: per molti questo album è considerato, sotto l'aspetto compositivo, quello che chiude l'epoca del periodo d'oro della sua carriera.
Nel 1979 viene pubblicato The Thom Bell Sessions come EP, risultato della produzione di Bell. Questa risulta essere un'esperienza nuova per John; fino a ora egli ha collaborato quasi esclusivamente con Dudgeon e solamente con Bernie (da notare anche l'assenza della Elton John Band) e non è neanche l'autore dei brani (composti da Leroy Bell, mentre i testi sono firmati Casey James); ciò nonostante, il brano Mama Can't Buy You Love raggiunge la Top10 statunitense (numero 9); il singolo europeo Are You Ready for Love? passa invece inosservato, prima di essere rispolverato con successo nel 2003.
Sempre nel 1979 viene pubblicato Victim of Love: questo "eurodisco" si rivelerà essere un grosso flop artistico e commerciale, considerato da critica e fan il lavoro peggiore della rockstar. Occorre specificare, però, il fatto che Elton abbia fornito solo l'apporto vocale a un progetto discomusic completamente estraneo al suo stile (salvo Johnny B. Goode, scritta da Chuck Berry, tutti i brani sono opera del produttore tedesco Pete Bellotte in collaborazione con altri musicisti; inoltre questo è il primo album nel quale Elton non suona il pianoforte). L'entourage della rockstar cerca di sfruttare la popolarità della "disco" proprio mentre essa è in fase costantemente calante; il risultato è piuttosto deludente (numero 34 USA, numero 41 UK). Anche gli unici due singoli estratti dall'album (l'omonimo brano Victim of Love e la reinterpretazione di Johnny B. Goode) non raggiungono alte posizioni in classifica.

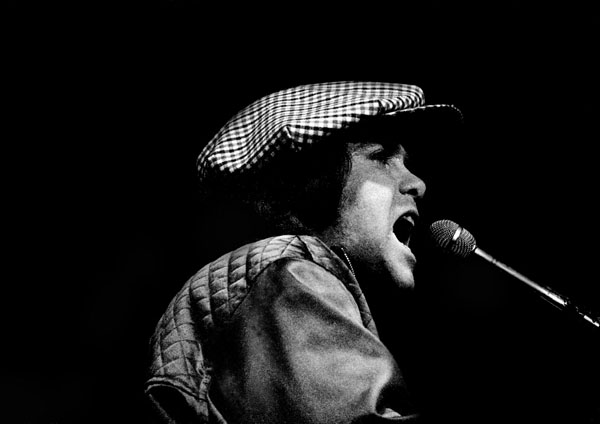
Elton live con Ray Cooper al National Stadium di Dublino (26 marzo 1979)

Paradossalmente, mentre la carriera di John tocca il fondo, egli torna a esibirsi live con rinnovata energia in un tour solo piano e percussioni, accompagnato dal suo funambolico percussionista Ray Cooper (A Single Man Tour): nel 1979 è la prima rockstar occidentale a esibirsi in Unione Sovietica (oltre che in Israele), con due serie di concerti a Mosca e a Leningrado. I brani esibiti (poi distribuiti in VHS con il titolo To Russia with Elton) mandano in delirio il pubblico russo e guadagnano molto ai due musicisti in termini di popolarità.

### Gli anni ottanta

#### Da21 at 33(1980) aJump Up!(1982)
Del 13 settembre 1980 è invece il celebre concerto gratuito con band al Central Park di New York (Live in Central Park), durante il quale John si presenta vestito da Paperino di fronte a un pubblico di circa 500.000 persone. Questo evento costituisce un punto importante nella carriera del pianista di Pinner: per l'occasione, Dee e Nigel vengono richiamati nella band e da allora essi saranno una presenza fissa nei concerti della rockstar. Durante il concerto Elton dedica Imagine a John Lennon (il quale sarà assassinato appena tre mesi dopo).
Sul piano discografico, abbandonata precipitosamente la parentesi "disco", la superstar produce con Clive Franks l'LP 21 at 33 ai Superbear Studios di Nizza (1980). L'album mette in evidenza numerose collaborazioni con musicisti quali Steve Lukather, David Paich e Larry Williams (probabilmente coordinati dal tastierista James Newton Howard) e segna la riappacificazione con Bernie (anche se per avere una vera e propria reunion occorrerà attendere il 1983): i testi di alcuni brani sono firmati Taupin, altri invece portano la firma di Osborne; due canzoni vedono la collaborazione di Elton con Tom Robinson, mentre Judie Tzuke è l'autrice del testo di Give Me The Love, ultima traccia dell'album. 21 at 33 si presenta in definitiva come un ottimo disco di stampo pop rock, artisticamente e commercialmente valido; sebbene non sia un grande successo (numero 13 USA, numero 11 UK; numero 25 in Italia) contiene la hit Little Jeannie (numero 3 negli Stati Uniti, numero 1 in Canada). Nell'ottobre dello stesso anno viene pubblicata la raccolta di B-side e rarità Lady Samantha.
The Fox (1981), registrato in parecchi studi, subisce una lavorazione travagliata. Dapprima prodotto da Elton e da Clive Franks, viene rifiutato dalla MCA Records che lo giudica poco commerciale: è così distribuito negli USA dalla Geffen Records dopo avere fatto registrare ulteriori brani a un nuovo produttore, Chris Thomas, nel tentativo (vano) di renderlo più appetibile al pubblico. Sebbene il risultato artistico sia più che buono (brani come l'imponente suite orchestrale Carla Etude/Fanfare/Chloe, Elton's Song e Heart in the Right Place colpiscono positivamente l'attenzione della critica), l'LP costituisce un flop da un punto di vista commerciale: compreso da pochi, raggiunge a malapena una numero 21 USA e una numero 12 UK. Il brano Elton's Song viene inoltre censurato in molte nazioni a causa dei suoi contenuti (tratta in maniera evidente l'omosessualità).
Chris Thomas produce quindi interamente il più immediato Jump Up! (1982), che spinto dalla hit Blue Eyes vede risollevare lievemente le vendite. Un altro estratto è la commovente Empty Garden (Hey Hey Johnny), dedicata a John Lennon. Distribuita come singolo il 12 marzo 1982 (numero 13 USA), viene eseguita live per la prima volta in un concerto al Madison Square Garden dello stesso anno: nel pubblico sono presenti Yōko Ono e Sean Lennon.

#### DaToo Low for Zero(1983) aSleeping with the Past(1989)
Nel resto degli anni ottanta la carriera di Elton John prosegue tra alti e bassi: la musica si adegua alle tendenze del periodo, con un maggiore ricorso a sintetizzatori e tastiere, ma a fronte di alcuni successi commerciali europei nessun LP raggiunge la Top15 USA. Nel 1983, comunque, John decide di ritornare alle origini e di ispirarsi al periodo d'oro della sua carriera: riprende quindi la collaborazione fissa con Bernie e con la band storica Johnstone-Murray-Olsson. Il risultato è Too Low for Zero, album che segna il ritorno a un successo di critica e di vendite: grazie a hits come I'm Still Standing, I Guess That's Why They Call It the Blues e Kiss the Bride, il pianista rientra nella Top 10 inglese.
Il successivo LP Breaking Hearts (1984) prosegue lo stile del precedente, anche se non ne raggiunge il livello artistico. Raggiunge una numero 20 USA e debutta al numero 2 in patria: i singoli di maggior successo sono Sad Songs (Say So Much) (numero 5 USA), Passengers (numero 5 UK) e Who Wears These Shoes? (numero 16 USA), ma escono anche In Neon e Breaking Hearts (Ain't What It Used to Be) (quest'ultimo solo nel Regno Unito).
Il 30 giugno 1984 ha luogo il famoso concerto al Wembley Stadium, che viene distribuito in due VHS sotto il nome di Night and Day Concert. L'esibizione live si tiene nell'ambito del Breaking Hearts Tour. Sempre nel 1984, la rockstar assiste alla finale della Coppa d'Inghilterra, contesa tra il suo Watford e l'Everton.
Nel 1985 John è una figura di spicco del concerto benefico Live Aid. Esibisce Bennie and the Jets, I'm Still Standing e Rocket Man; inoltre duetta con Kiki Dee in Don't Go Breaking My Heart e accompagna al pianoforte George Michael alle prese con Don't Let the Sun Go Down on Me.

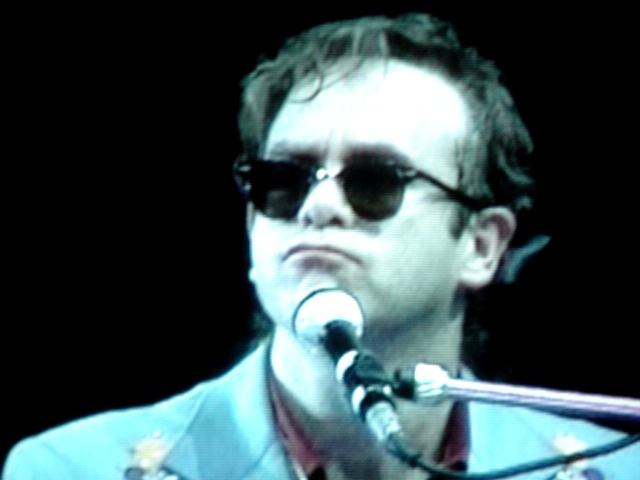
Elton John nella seconda metà degli anni ottanta

Nello stesso anno partecipa a un singolo benefico di Dionne Warwick, That's What Friends Are For (numero 1 in USA), assieme a Stevie Wonder e Gladys Knight. Duetta inoltre con Millie Jackson in Act of War, brano originariamente inserito nella prima edizione CD dell'album Ice on Fire (1985, numero 3 in UK), dove ospita anche George Michael negli altri estratti Wrap Her Up (duetto vocale) e Nikita (ai cori). Quest'ultimo brano in particolare avrà un successo in tutta Europa; ma la produzione dell'album, opera di un irriconoscibile Gus Dudgeon, strizza l'occhio con esiti deludenti al synth-pop anni ottanta, e con il successivo e analogo Leather Jackets (1986) va incontro a un notevole flop commerciale (numero 24 in UK, numero 91 in USA). I singoli Heartache All Over the World e Slow Rivers vengono quasi completamente ignorati; anche Cry to Heaven, proveniente da Ice on Fire, ha scarsi riscontri (numero 47 UK).
Il tour australiano del 1986 con la band e la Melbourne Symphony Orchestra, durante il quale Elton si presenta vestito da Wolfgang Amadeus Mozart, ottiene invece grandi consensi, e il disco Live in Australia with the Melbourne Symphony Orchestra (1987) che ne viene tratto rispolvera al meglio molti capolavori anni settanta: la versione live di Candle in the wind rientra ai piani alti delle single classifiche (vengono comunque pubblicate anche le versioni live di Your Song e Take Me to the Pilot).

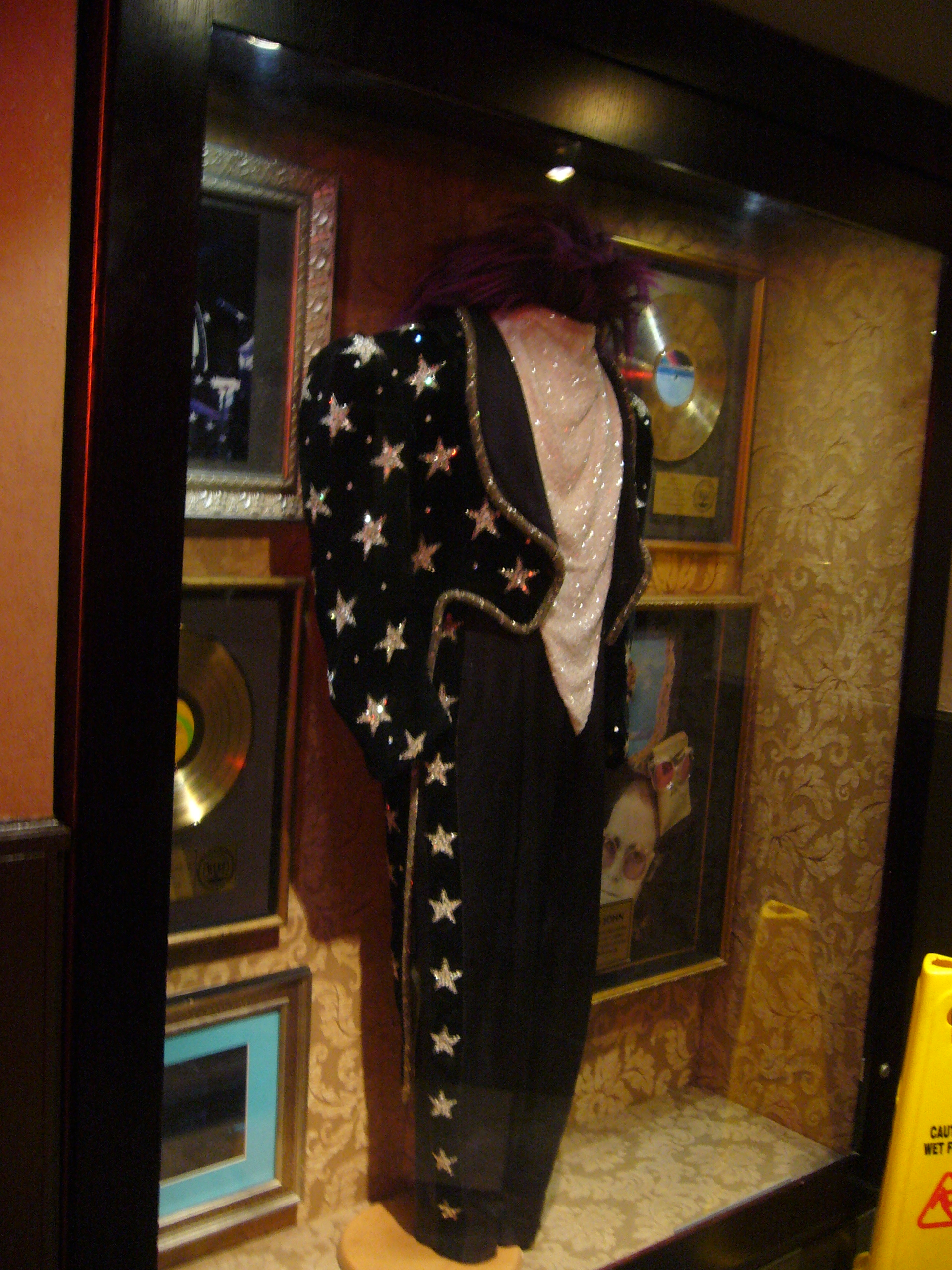
Il costume con il quale Elton John iniziava la parte con band dei concerti del Tour de Force australiano (1986), conservato all'Hard Rock Café londinese

Nel 1987 vengono pubblicati il brano Flames of Paradise (duetto con Jennifer Rush) e il terzo Greatest Hits. Questo è però un anno da dimenticare per il pianista di Pinner: infatti, dopo avere affrontato una complicata operazione alla gola, la sua voce diviene più roca e perde il caratteristico falsetto esibito precedentemente in molte canzoni. Elton John divorzia da Renate Blauel, sposata a Sidney il 14 febbraio 1984, proprio mentre si aggrava la dipendenza da alcool e stupefacenti; in più, viene coinvolto dal Sun in falsi scandali di sesso e droga, mentre il Watford retrocede inesorabilmente di categoria. Con la produzione di Reg Strikes Back (1988), la rockstar intende rompere con il suo passato tormentato e turbolento e combattere contro gli spettri che opprimono da troppo tempo la sua vita. Dopo avere vinto la causa per diffamazione contro il Sun (che lo risarcisce e gli fa pubbliche scuse), la rockstar mette all'asta per beneficenza i numerosi abiti di scena esibiti nel corso della sua carriera: essi sono presenti in massa sulla copertina di questo album, il cui nome significa letteralmente Reg colpisce ancora. L'album non va oltre un numero 18 in patria ma piazza al numero 2 in USA il primo singolo I Don't Wanna Go on with You like That e si rivela un gran successo in Italia grazie al secondo estratto A Word in Spanish, che Elton esegue al Festival di Sanremo 1989.
Nel 1989 Elton duetta con Aretha Franklin nel singolo Through the Storm; dedica inoltre a Bernie il suo trentesimo album Sleeping with the Past (numero 23 USA, numero 6 in Italia), dichiarato omaggio alla musica soul anni sessanta; l'album debutta al numero 6 in UK ma i due singoli Sacrifice e Healing Hands, dapprima usciti separatamente, hanno scarsi riscontri. Quando vengono accorpati in un unico singolo benefico nel giugno 1990, essi raggiungono la prima posizione nella Official Singles Chart (la seconda dai tempi di Don't Go Breaking My Heart) e immediatamente trascinano al numero 1 UK anche l'album, a 16 anni di distanza dal primo Greatest Hits. Anche il terzo singolo Club at the End of the Street vende abbastanza bene: inizia così il ritorno al grande successo commerciale che accompagnerà Elton lungo tutti gli anni novanta.

### Gli anni novanta
Tuttavia, nonostante i confortanti risultati raggiunti musicalmente, Elton John rimane ancora in balia delle varie dipendenze e ossessioni che lo opprimono; in alcune interviste successive definirà il 1989 come il periodo peggiore della propria vita, paragonando il suo pessimo stato (fisico e mentale) a quello degli ultimi anni di vita di Elvis Presley. L'anno seguente, però, farà la conoscenza di Ryan White, un ragazzo malato di AIDS: divenuto amico del giovane, passerà molto tempo con lui e con la sua famiglia. Alla notizia della morte di Ryan, avvenuta nell'aprile del 1990, John rimane profondamente scosso e, dopo avere suonato al funerale del ragazzo la vecchia Skyline Pigeon, decide di rinnovare completamente il proprio stile di vita. Mentre il ritorno in vetta alle classifiche viene sancito in Europa dal doppio The Very Best of Elton John egli si sottopone a una cura disintossicante che lo libera dalla dipendenza dalle droghe e dall'alcool e lo riabilita dalla bulimia. Non avendo più paura di nascondersi, si dichiara ufficialmente omosessuale; fonda inoltre la Elton John AIDS Foundation (EJAF) per finanziare la ricerca e la prevenzione contro la malattia.
Sempre nel 1990 esce il box set To Be Continued..., contenente numerosi brani conosciuti e non; nel 1991, invece, il singolo Don't Let the Sun Go Down On Me in duetto live con George Michael raggiunge la numero 1 in patria e negli USA. Viene inoltre pubblicata la compilation-tributo Two Rooms: Celebrating the Songs of Elton John & Bernie Taupin, dove numerosi colleghi (Sting, Phil Collins, Eric Clapton, gli Who, Tina Turner e tanti altri) eseguono cover di classici John/Taupin.
Nel 1992 Elton partecipa al tributo al compianto amico Freddie Mercury (Freddie Mercury Tribute Concert), interpretando Bohemian Rhapsody con i Guns N' Roses (il cui leader Axl Rose lo introdurrà nella Rock and Roll Hall of Fame due anni dopo) e The Show Must Go On da solo. Sempre nel 1992, inoltre, sia lui che Bernie vengono inseriti nella Songwriters Hall of Fame.

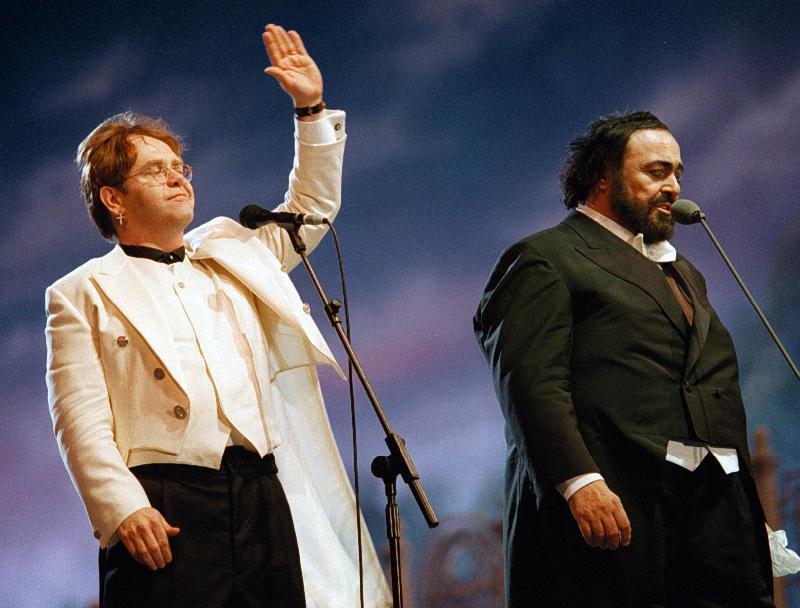
Elton John con Luciano Pavarotti a Modena nel 1996

L'album di inediti The One (1992) ci presenta un Elton John dal look più sobrio e minimale (firmato Versace), musicalmente più riflessivo con maggior spazio concesso ai brani lenti a scapito del rock. Il massiccio ricorso a suoni elettronici fa storcere il naso a molti fan storici, ma il grande pubblico apprezza (numero 2 in UK) e per la prima volta dal 1976 un suo album riconquista la Top10 USA. I singoli estratti sono il brano omonimo The One, Simple Life, The Last Song (dedicata a Ryan White) e Runaway Train, duetto con Eric Clapton. Viene poi pubblicata la compilation Rare Masters (1992), raccolta di rarità e B-side del periodo 1967-75 (comprendente anche Friends Soundtrack, per la prima e unica volta in CD).

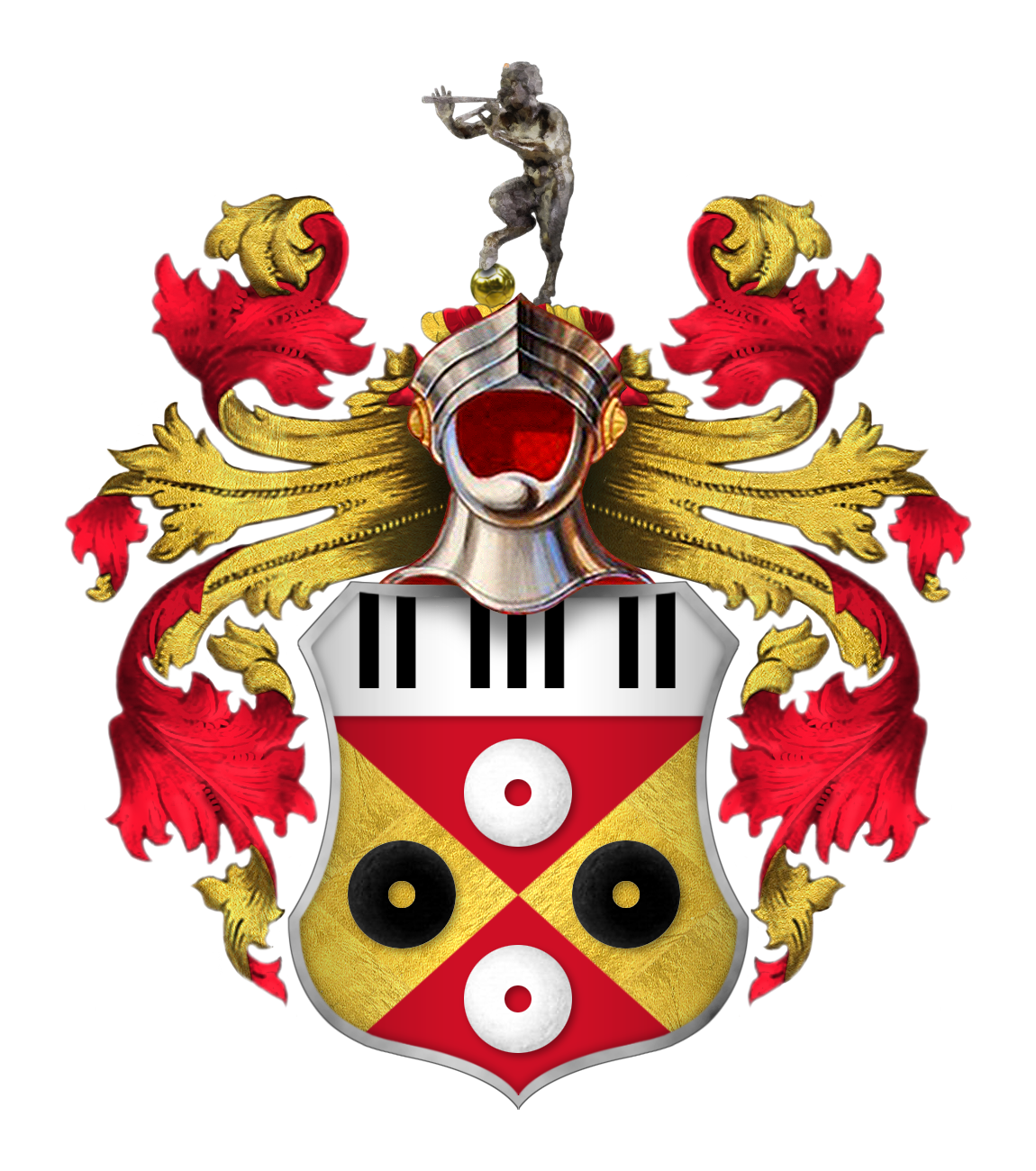
Stemma araldico di Sir Elton John

Duets (1993) raccoglie altri duetti, tra cover di brani classici (tra cui i singoli True Love di Cole Porter, con Kiki Dee, e Ain't Nothing like the Real Thing, con Marcella Detroit: il primo conseguirà una numero 2 UK), brani John/Taupin inediti e vecchi successi in nuova veste (un remix di Don't Go Breaking My Heart con RuPaul, prodotto da Giorgio Moroder, che raggiungerà la numero 7 UK).
Nel 1994 John scrive con il paroliere Tim Rice le canzoni della colonna sonora del film della Disney Il re leone, che gli frutta un Premio Oscar per Can You Feel the Love Tonight (ottengono una candidatura anche Circle of Life e Hakuna Matata) e un Grammy per la migliore interpretazione maschile. Il film si rivela il classico Disney di maggiore incasso e l'album-soundtrack The Lion King vende oltre 10 milioni di copie nei soli USA, conseguendo il disco di diamante e la prima posizione nella classifica statunitense; tutto questo rilancia enormemente Elton John, facendolo conoscere anche alle nuove generazioni.
Made in England (1995) è un tentativo, parzialmente riuscito, di tornare a un sound più autentico e meno commerciale, il cui miglior esito resta Believe, scelta come primo singolo (e subito seguita da Made in England, Blessed e Please). Dopo l'uscita della raccolta Love Songs, altro grande successo in Europa, Elton duetta con Luciano Pavarotti durante il Pavarotti & Friends 1996 in Live like Horses, che poi esce come singolo. In quell'anno viene anche investito della carica di Commendatore dell'Eccellentissimo Ordine dell'Impero Britannico (CBE).
Nel 1997 la star festeggia i propri 50 anni camuffato da Re Luigi XIV; ma poco tempo dopo muoiono tragicamente i suoi due cari amici Gianni Versace e Diana Spencer. Durante il funerale della principessa esegue al piano una nuova versione di Candle in the Wind con il testo riadattato da Taupin: il brano viene pubblicato per beneficenza e diventa in breve il singolo più venduto della storia (40 milioni di copie nel mondo). Tutti gli incassi vengono devoluti al Diana, Princess of Wales Memorial Fund.
Il disco The Big Picture, elettronico e orchestrale nelle sonorità e dedicato alla memoria di Versace, non replica l'enorme successo degli album precedenti (numero 3 in UK, numero 9 in USA), anche perché la track-list non contiene Candle in the Wind 1997 ma solo un brano facente parte del singolo, Something About the Way You Look Tonight, pubblicato anche in maniera autonoma nell'Europa continentale. Sempre nel 1997, l'Accademia Reale di Musica di Londra accoglie Elton come membro onorario.
Il nuovo picco di popolarità è confermato nel 1998: viene infatti insignito del titolo nobiliare di Sir (Knight Bachelor) dalla Regina Elisabetta II per i servigi resi alla musica e alla beneficenza (Elton commenta "Non potevano farmi onore più grande, sono davvero orgoglioso. Amo il mio Paese, e non riesco a immaginare niente di meglio che ottenere un qualsiasi riconoscimento"), e se la produzione musicale sembra passare in secondo piano rispetto agli eventi mondani e benefici di cui è protagonista, l'attività live (solo piano, con la band o nei Face to Face con Billy Joel) resta comunque di livello e procede senza sosta anche dopo il malore che lo costringe ad annullare un concerto a Brescia e gli lascia in eredità un pacemaker.
John torna poi a collaborare con Tim Rice nel musical Aida (1999), rilettura di Giuseppe Verdi in chiave pop-opera, che su disco (Elton John and Tim Rice's Aida) si rivela un insieme di duetti trascurabili con numerosi colleghi, poco apprezzato dalla critica (nonostante il successo di Written in the Stars) a differenza dello spettacolo in sé per sé. Decisamente più riuscito è The Road to Eldorado Soundtrack (2000), la colonna sonora del film d'animazione DreamWorks La strada per El Dorado, molto ben prodotto da Patrick Leonard ma azzoppato dallo scarso successo del film: anche il singolo Someday Out of the Blue non riscuote particolare successo. Tuttavia l'album, complice una nuova produzione e una ritrovata ispirazione, si distacca dai dischi immediatamente precedenti.
Un'altra colonna sonora è The Muse Soundtrack (1999) per l'omonimo film (da noi La dea del successo), quasi interamente strumentale e di chiara ispirazione classica.
Nel 1999 John appare come cartone animato nella serie South Park, dove canta Wake up Wendy, scritta per l'occasione.

### Dal 2000 in poi
Il suo quarto album live One Night Only (2000), frutto di due serate (a dispetto del titolo) al Madison Square Garden, detiene il record assoluto di rapidità tra la data di registrazione e quella di pubblicazione, anche se il risultato è piuttosto deludente. È memorabile invece la sua esibizione con Eminem alla cerimonia dei Grammy Awards 2001, grazie alla quale scagiona il rapper dalle accuse di omofobia.
Nell'ottobre 2001 esce Songs from the West Coast, album che restituisce un Elton John artisticamente ispirato e inaugura un ritorno alle atmosfere pianistiche e melodiche in stile anni settanta, complici la raffinata produzione di Patrick Leonard e i testi di Bernie. Anche la critica, dopo anni di stroncature, celebra il disco come uno dei lavori migliori mai realizzati della star britannica, con brani del calibro di The Emperor's New Clothes, American Triangle, Birds, Ballad of the Boy in the Red Shoes e Mansfield; due singoli ben scelti (I Want Love, This Train Don't Stop There Anymore; degna di nota anche Original Sin), inoltre, lo spingono al numero 2 in patria e al numero 15 negli USA (in Italia si posiziona al terzo posto in classifica). Your Song nel frattempo viene scelta come brano portante nel film musical Moulin Rouge!, e successivamente reincisa in duetto con Alessandro Safina (numero 4 UK).
La doppia raccolta Elton John's Greatest Hits 1970-2002 è trainata da due singoli numero 1 in patria: una versione di Sorry Seems to Be the Hardest Word in duetto con i Blue e Are You Ready for Love?, brano del 1979 ripescato dall'oblio dopo il successo di un suo remix alla Love Parade di Berlino 2003. The Heart of Every Girl, composta per il film Mona Lisa Smile, riceve invece una nomina come miglior canzone ai Golden Globes 2003.
Peachtree Road (2004), primo album totalmente autoprodotto, prosegue con le sonorità acustiche ed essenziali del lavoro precedente, volutamente poco commerciali: apprezzato dalla critica ma ignorato dal pubblico, a livello internazionale è forse il suo disco di inediti meno venduto, e anche i singoli All That I'm Allowed (I'm Thankful), Turn the Lights Out When You Leave e Answer in the Sky non riscuotono particolare successo.
Nel 2005 il brano Ghetto Gospel, prodotto da Eminem campionando parte del ritornello dell'eltoniana Indian Sunset all'interno di un rap del defunto Tupac Shakur, raggiunge la numero 1 UK, mentre debuttano due musical teatrali composti da Elton: Billy Elliot the Musical (su testi di Lee Hall), ispirato all'omonimo film, ha un grande successo a Londra, mentre The Vampire Lestat, scritto assieme a Taupin e tratto dai racconti di Anne Rice, è un grosso fiasco per la Warner Bros. che l'ha prodotto e viene smontato da Broadway dopo poche repliche.
Ciò nonostante Elton John resta uno dei personaggi più ricchi nel mondo dello spettacolo, grazie soprattutto agli introiti dei concerti: dal 2004 è presenza fissa al Caesars Palace di Las Vegas con lo spettacolo The Red Piano (costoso e breve show arricchito dalle scenografie e dai video estrosi firmati David LaChapelle), mentre nel 2005 è protagonista del terzo Telecomcerto romano ai Fori Imperiali e partecipa al Live8, ove esegue The Bitch Is Back e Saturday Night's Alright for Fighting; per l'occasione, inoltre, duetta con Pete Doherty in Children of the Revolution, canzone scritta da Marc Bolan nel 1972. Ma i riflettori sono tutti puntati sull'unione civile con il compagno David Furnish (si erano conosciuti nel 1993), celebrato a Windsor nel dicembre 2005, tra le prime omosessuali officiate in Gran Bretagna.
Con l'album autobiografico The Captain and the Kid (2006), prodotto assieme a Matt Still, Elton regala un seguito, di ottimo livello, a Captain Fantastic and the Brown Dirt Cowboy del 1975. La critica lo apprezza molto e loda pezzi dalle chiare sonorità acustiche e dalle evidenti atmosfere pianistiche, come Postcards from Richard Nixon, Wouldn't Have You Any Other Way (NYC), And the House Fell Down, Blues Never Fade Away, Old '67 e The Captain and the Kid; tuttavia il disco, poco pubblicizzato dalla Universal Records, ha scarso riscontro di vendite, proprio come i prodotti precedenti, benché arrivi al numero 6 in patria (vengono tra l'altro estratti solo due singoli "virtuali": The Bridge e Tinderbox). A 60 anni Elton John firma lavori di nicchia e nel contempo è dietro le quinte di I Don't Feel Like Dancin', hit dei Scissor Sisters di cui è coautore. Sempre attorno al 2006 Elton collabora con i suoi amici Pet Shop Boys nel remake del brano In Private, incluso nel disco bonus Fundamentalism.

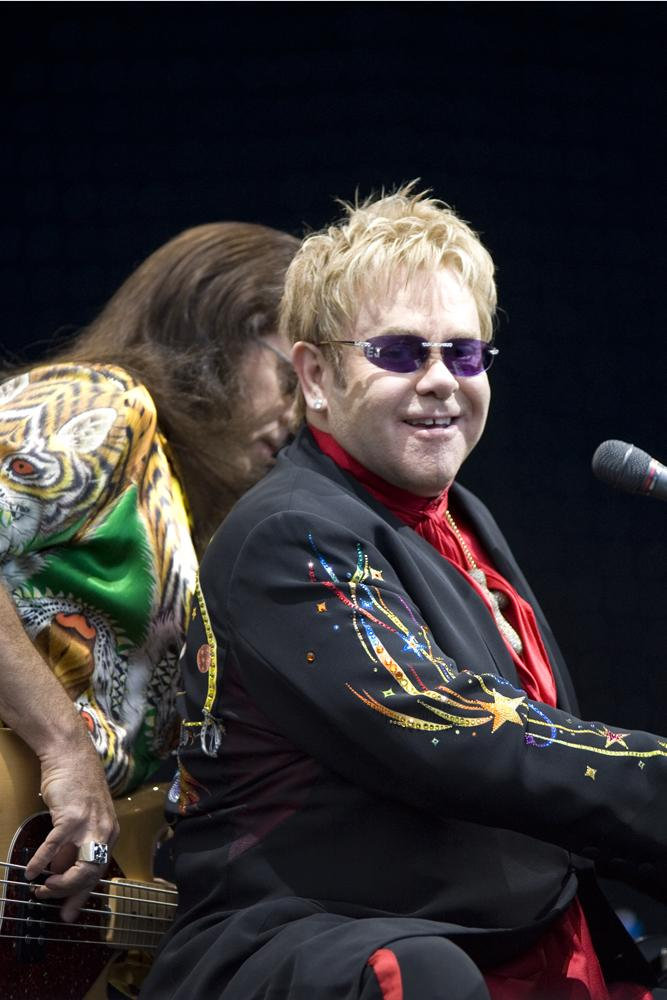
Elton John al pianoforte, insieme al bassista Bob Birch

In seguito annuncia una svolta artistica in ambito hip hop, di cui il brano 2 man Show, scritto con Timbaland e contenuto nell'album di quest'ultimo Shock Value, resta finora l'unico esperimento.
Il 25 marzo 2007 batte ogni record di esibizioni al Madison Square Garden (60 concerti) con un live celebrativo per i 60 anni, presentato dall'ex Presidente Bill Clinton con parole esultanti e festeggiato da un'immensa folla di celebrità. L'evento, una summa di 40 anni di successi sia artistici che commerciali, viene poi distribuito su un DVD ufficiale intitolato Elton 60 - Live at Madison Square Garden. Sfruttandone l'eco la star rientra nella Top 10 con un'altra raccolta, Rocket Man: The Definitive Hits (2007), numero 2 nel Regno Unito e numero 9 negli Stati Uniti.
Sempre nel 2007, e precisamente il primo luglio (giorno in cui Lady Diana avrebbe compiuto quarantasei anni), Sir Elton apre e chiude il grande concerto organizzato al Wembley Stadium dai Principi William e Henry in onore della madre: esibisce Your Song, Saturday Night's Alright for Fighting, Tiny Dancer e Are You Ready for Love.
Nel 2008 il pianista di Pinner partecipa, assieme al suo amico Neil Tennant (membro del duo dei Pet Shop Boys), a un singolo natalizio dei Killers disponibile solo come download (Joseph, Better You Than Me).
Occorre inoltre citare la collaborazione di John con il regista Baz Luhrmann nella colonna sonora del film Australia (suggellata dal brano The Drover's Ballad).
Nel 2009 la rockstar concede al rapper Dj Ironik di campionare Tiny Dancer per la creazione di un brano; il risultato prodotto (Tiny Dancer (Hold Me Closer)) raggiunge una numero 3 UK. Nello stesso anno, inoltre, l'attività concertistica risulta decisamente più interessante: dopo avere concluso il tour del Red Piano a Las Vegas, Elton riprende a collaborare con Billy Joel (Face to Face) negli Stati Uniti e, cosa ancora più sorprendente, con il fidato percussionista Ray Cooper (dopo oltre 15 anni) in un minitour europeo solo piano e percussioni con date in Francia, Italia e Regno Unito. Nel frattempo, l'11 settembre tiene a Napoli un concerto gratuito solo piano davanti a circa 80.000 persone.
Sempre nel 2009 Elton collabora con gli Alice in Chains, suonando il piano nel brano Black Gives Way to Blue (che dà il titolo all'album che lo contiene). La traccia è dedicata al defunto ex-cantante della band, Layne Staley, morto per overdose di eroina nel 2002.
Subito dopo parte il minitour con Ray Cooper: i concerti si rivelano un grande successo artistico, in quanto vengono resuscitate vecchie glorie (come Indian Sunset, Levon, Better Off Dead, I Think I'm Going to Kill Myself e Crazy Water) e rispolverati brani più recenti come Original Sin, Blues Never Fade Away, American Triangle, Weight of the World e The Emperor's New Clothes (mai eseguita live in precedenza); da menzionare anche la chiusura piano e percussioni di Saturday Night's Alright for Fighting e l'insolita accoppiata Carla Etude/Blessed (Tonight, infatti, prosegue Funeral for a Friend, come da tradizione nei concerti con Ray).
Improvvisamente, dopo l'avvio di quello che avrebbe dovuto essere l'ultimo tour del Red Piano, John viene ricoverato d'urgenza in ospedale, presumibilmente a causa di una grave infezione del batterio E. coli: vengono cancellate le rimanenti date del tour, oltre agli spettacoli del Face to Face con Joel. Fortunatamente, la cosa si risolve in breve tempo ed Elton John torna nuovamente sul palco.
Nel 2010 la rockstar riprogramma le date degli spettacoli con Joel e annuncia nuovi show in coppia con Ray (con questo tour è in Italia a Milano, Roma, Trani e Taormina); il 31 gennaio, inoltre, duetta per la prima volta con Lady Gaga in occasione della cerimonia dei Grammy Awards, e qualche mese dopo il Greatest Hits Tour con la Elton John Band prosegue come di consuetudine: due show particolarmente significativi si sono tenuti in Marocco (il 26 maggio, davanti a oltre 40.000 spettatori) e in Israele (il 17 giugno, davanti a circa 50.000 israeliani).
Ma le attenzioni dei fan e della critica sono tutte rivolte al nuovo album (registrato a Los Angeles a gennaio e febbraio 2010 e in uscita in Europa il 25 ottobre 2010), prodotto insieme a Bernie, al cantautore Leon Russell e al produttore T-Bone Burnett: esso, intitolato The Union, risulta essere di chiara matrice gospel (non senza tocchi di blues, soul, country e rock) ed è formato da un totale di quattordici canzoni (sedici nell'edizione Deluxe e in formato doppio LP) in cui suonano artisti come Robert Randolph, Jay Bellerose, Dennis Crouch e Marc Ribot, oltre a due sezioni di fiati e di cori; in più vengono messe in evidenza come guest star Neil Young e Brian Wilson. John ha infatti deciso di tornare alle origini della propria carriera artistica, cercando di riaffermare il nome di Russell (spesso dimenticato) e basandosi sulla composizione di album ricercati e sofisticati.
Nel mese di marzo ha eseguito alcuni concerti live con Ray Cooper in Sudafrica (Under African Skies) e ha inserito un brano del nuovo disco nella scaletta degli show: You're Never Too Old (to Hold Somebody). Altri brani fuoriusciti progressivamente dalle sessions sono stati I Should Have Sent Roses e la russelliana If It Wasn't for Bad (scelta come primo singolo).
Il 19 ottobre si ha la pubblicazione ufficiale di The Union negli Stati Uniti, e i due artisti hanno eseguito interamente l'album e alcuni rispettivi pezzi storici al Beacon Theatre di New York (insieme ai session men del disco) nel corso di un concerto filmato dal regista Cameron Crowe. Generalmente la critica, salvo qualche eccezione, ha accolto favorevolmente il nuovo prodotto, e in qualche caso le recensioni sono state decisamente calorose ed entusiasmanti (basti pensare alle 5 stelle della rivista Rolling Stone). Il 25 ottobre l'album viene pubblicato anche in Europa. Presso il grande pubblico, viene globalmente riscontrato maggior successo rispetto ai due precedenti dischi (negli USA, The Union consegue una numero 3, per la prima volta dai tempi di Blue Moves, mentre nel Regno Unito staziona per una settimana alla numero 12); per il 2011 è previsto un The Union tour in coppia con Leon, volto a pubblicizzare ulteriormente l'album. La collaborazione con il produttore T-Bone Burnett dovrebbe proseguire anche nel 2012 con un nuovo album di inediti che è già stato annunciato.
L'11 settembre 2013 Elton John decide di rendere disponibile in streaming gratuito il nuovo album The Diving Board fino all'uscita prevista il 24.
Dal luglio 2015 conduce il programma radiofonico Elton John's Rocket Hour su Beats 1, il network in diretta mondiale disponibile nel servizio Apple Music.
Wonderful Crazy Night è il trentatréesimo album in studio pubblicato il 5 febbraio 2016. Per promuovere l'album partecipa, tra gli altri eventi, al Festival di Sanremo 2016.

#### La grave infezione e il riposo forzato
Il 25 aprile 2017 viene data notizia di una grave infezione contratta da John in Sudamerica a causa della quale ha rischiato di morire. Ricoverato in terapia intensiva all'arrivo a Londra da Santiago del Cile, è stato dimesso ma ha dovuto rinunciare ai successivi impegni, con la cancellazione di tutti i concerti a venire.

#### L'ultimo tour eThe Lockdown Sessions
Il 25 gennaio 2018 Elton John annuncia l'ultimo tour della sua carriera, che lo vedrà impegnato in circa trecento date. Il tour è intitolato Farewell Yellow Brick Road e ha Gucci come sponsor. È iniziato ufficialmente l'8 settembre 2018 e avrebbe dovuto concludersi nel 2021 ma è stato posticipato a causa della Pandemia di COVID-19 del 2019-2021. Inoltre a febbraio aveva dovuto interrompere un concerto in Nuova Zelanda dopo quasi due ore dal suo inizio per mancanza totale di voce, dichiarando qualche ora dopo su Twitter e Instagram che i medici gli avevano diagnosticato una polmonite atipica.
Pur dichiarando ufficialmente la sua pausa dalla musica partecipa a sorpresa al progetto "Song Machine" della band britannica Gorillaz con il brano The Pink Phantom in cui partecipa anche il rapper 6lack.. Successivamente nel 2020 collabora con Lady Gaga nel brano Sine From Above, contenuto nel sesto album studio della cantante statunitense, Chromatica e con Ozzy Osbourne nella power ballad Ordinary Man, dell'omonimo album di Osbourne.
Il 13 agosto 2021 esce il singolo Cold Heart (Pnau Remix) in collaborazione con Dua Lipa, che riesce ad arrivare primo nella classifica britannica, divenendo l'ottavo numero uno per l'artista.
Il 22 ottobre 2021 esce The Lockdown Sessions, album di 16 brani, tra cui 10 inediti, con numerose collaborazioni, compresa la già pubblicata insieme a Dua Lipa. Come suggerisce il titolo, il progetto nasce durante il lockdown dovuto alla pandemia di Covid-19. È il 34º album in studio della sua carriera.
Nell'estate 2022 viene annunciato un duetto del cantante con Britney Spears dal titolo Hold Me Closer, pubblicato il 26 agosto.

## Vita privata
In gioventù Elton John fu fidanzato con Linda Woodrow, fidanzamento interrotto dall'artista alla vigilia delle nozze.
Nel 1976 si dichiarò pubblicamente bisessuale in un'intervista alla rivista Rolling Stone.
Nel 1984 si sposò con la tedesca Renate Blauel, tecnico del suono, che lavorò in numerosi album tra cui Hysteria, degli Human League (Croatia Records), Platinum di Mike Oldfield, Ready della Blues Band, In Our Lifetime di Marvin Gaye e All the Best Cowboys Have Chinese Eyes di Pete Townshend. Già nel 1983 la Bauel aveva fatto parte dell'entourage di Elton John, occupandosi della produzione di due LP del pianista di Pinner: Too Low for Zero e Breaking Hearts. L'unione non fu felice e nel 1987 i due divorziarono. John in seguito affermò di ricordare con affetto la relazione, dato che la Blauel gli fu sempre accanto, ma aggiunse che «il matrimonio era predestinato al fallimento fin dal primo minuto; io sono gay, non si può vivere in una bugia». Fino ad allora Elton John infatti non aveva avuto il coraggio di dichiararsi apertamente omosessuale.
John ha avuto anche una relazione durata cinque anni con il suo ex-manager John Reid negli anni settanta. Il loro rapporto lavorativo si interruppe bruscamente nel 1998, con una causa intentata dal cantante.
Negli anni novanta ha iniziato una relazione con il regista canadese David Furnish; i due si sono dapprima uniti civilmente nel 2005 e poi sposati nel 2014. Hanno avuto due bambini, nati dalla stessa madre surrogata: Zachary, nato in California il giorno di Natale del 2010, e Elijah, nato l'11 gennaio 2013. La madrina di entrambi è stata la cantautrice Lady Gaga.
A causa della relazione con Furnish, i rapporti del cantante con la madre si interruppero salvo poi ricucirsi poco prima della morte della donna, avvenuta nel dicembre 2017.
John fu per molti anni dipendente dalla droga, fino al 1990, quando, scosso dal triste caso di Ryan White, si chiuse in un centro di riabilitazione e ne uscì completamente guarito.
Nel 2024 il cantante ha avuto un'infezione all'occhio, che gli ha causato una riduzione della vista. L'infezione si è successivamente aggravata, tanto da dichiarare il 1º dicembre 2024 di essere ormai completamente cieco.

## Musical

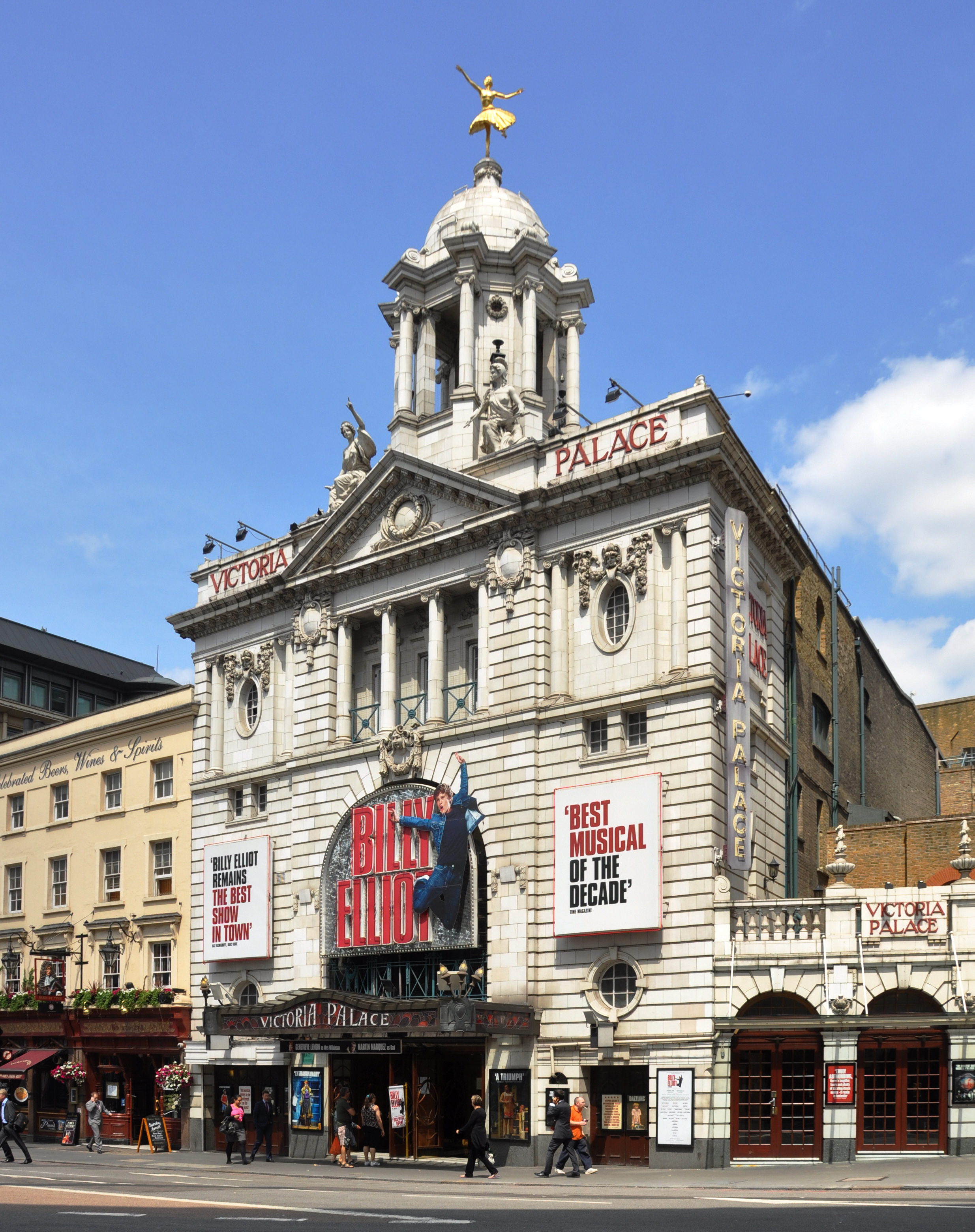
Il Victoria Palace Theatre di Londra, dove Billy Elliot the Musical è rimasto in scena dal 2005 al 2016

A partire dalla seconda metà degli anni novanta l'attività di compositore di Elton John si è estesa anche nel campo dei musical.
Nel 1997 è andato in scena a Broadway The Lion King, scritto con Tim Rice e tratto dall'omonimo film Disney; è uno dei musical di maggior successo della storia ed è ancora stabilmente presente a Broadway e nel West End londinese. Nel 1999, sempre per la Disney e ancora su testi di Rice, ha composto Aida, rilettura dell'opera di Giuseppe Verdi, altro buon successo (durato sei anni) a Broadway, in seguito rappresentata in varie lingue (la versione italiana ha debuttato nel 2007 a Genova).
Nel 2005 è stata la volta di Billy Elliot the Musical, tratto dall'omonimo film inglese, con testi di Lee Hall (autore anche della sceneggiatura del film), enorme successo dei teatri londinesi e di Broadway, dove ha vinto il Tony Award al miglior musical nel 2009.
Meno bene, invece, per The Vampire Lestat (2006), quello che doveva essere il più ambizioso (erano anni che lui e Bernie Taupin pensavano a questo progetto), tratto dalle opere di Anne Rice (Cronache dei vampiri) e prodotto dalla Warner Bros.: dopo un rodaggio a San Francisco e il debutto a Broadway, la tiepida accoglienza con cui è stato accolto ha fatto sì che le rappresentazioni siano state sospese dopo appena un mese; anche la colonna sonora con il cast di Broadway, già incisa e pronta per essere lanciata sul mercato, non è mai stata pubblicata.
Nel 2022 il musical The Devil Wears Prada, tratto dal romanzo e film Il diavolo veste Prada, ha fatto il suo debutto a Chicago con colonna sonora di Elton John, testi di Shaina Taub e libretto di Kate Wetherhead; Anna D. Shapiro curava la regia. Il musical è stato accolto freddamente dalla critica. Dopo essere stato profondamente rimaneggiato dagli autori, il musical è stato riproposto al Dominion Theatre di Londra con Vanessa L. Williams nel ruolo di Miranda; l'accoglienza della critica è stata ancora una volta poco calorosa.
Il debutto del suo sesto musical, Tammy Faye, scritto in collaborazione con James Graham e Jake Shears, è avvenuto nell'ottobre 2022 all'Almeida Theatre di Londra e l'anno successivo è stato candidato al Laurence Olivier Award al miglior nuovo musical. Nonostante l'accoglienza calorosa a Londra, il musical si è rivelato un flop a Broadway nel 2024, dove è stato stroncato dalla critica ed è rimasto in scena per sole 29 rappresentazioni.

## Stile musicale e profilo vocale
Artista pop, esponente del glam negli anni settanta e annoverato fra gli artisti del soft rock, Elton John si è caratterizzato per lo stile melodico debitore del blues, del jazz e dell'honky tonk.
Negli anni settanta il suo stile musicale si configurò come qualcosa di speciale e particolare, essendo completamente basato sul pianoforte in un mondo dominato dai chitarristi (tra l'altro, nei suoi primi concerti, John azzardò l'improponibile: eliminare completamente la chitarra per fare spazio esclusivamente al pianoforte, al basso e alla batteria. È a questo periodo che risale la sua fase artistica maggiormente ispirata). La rockstar si è rivelata importante nell'evoluzione storica del piano rock e del rock and roll, fondendo caratteristiche tipiche della tradizione musicale europea (inculcategli dall'educazione classica ricevuta alla Royal Academy of Music di Londra) con elementi e improvvisazioni provenienti dalla cultura afroamericana (pur essendo stata una figura di stampo classico, non particolarmente innovativa o sperimentatrice); non sorprende quindi che nella discografia dell'artista possano coesistere tranquillamente un brano cupo, complesso e orchestrale come The King Must Die e un pezzo R&B come Bennie and the Jets, eclettico e nevrotico. Resta tuttavia impossibile classificare Elton John in un'unica e chiara corrente musicale: egli ha più che altro proposto uno stile prettamente personale, dopo essersi ispirato particolarmente a personaggi come Leon Russell, Fats Domino, Little Richard e Jerry Lee Lewis e avere proseguito la loro opera. Questo gli ha permesso di avventurarsi artisticamente in ogni ambito: tra i suoi brani, molti si possono catalogare nel pop più classico; altri sono decisamente influenzati dal country; altri ancora possono a pieno diritto classificarsi nel progressive rock. Elton divenne inoltre una famosissima star glam rock, arrivando a indossare sul palco costumi impensabili e incredibili occhiali. Sul finire degli anni settanta, infine, non è difficile notare una leggera influenza della discomusic in alcune melodie. I risultati di questa profonda poliedricità artistica, uniti ai testi di Bernie Taupin (spesso decisamente ermetici ed enigmatici ma emozionanti) costituiscono qualcosa di unico nella storia della musica.

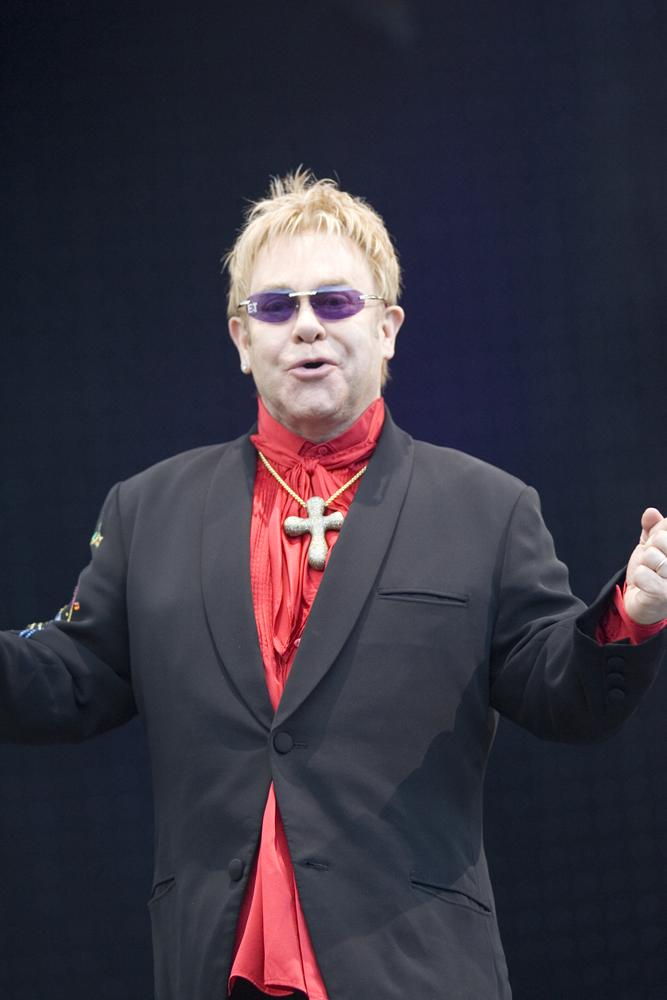
Elton John

La fase maggiormente ispirata e creativa di tutta la carriera di Elton John, come si è già accennato in precedenza, equivale ai primissimi anni settanta, dal 1969 al 1971; le melodie, arricchite dai testi di Taupin, erano sofisticate e complesse, eppure semplici al tempo stesso. L'orchestra, scritta e diretta da Paul Buckmaster, agiva come un unico strumento, e i brani musicali erano registrati dal vivo e molto velocemente, spesso in pochi minuti. Non c'era ancora in studio una Elton John Band; l'artista era piuttosto accompagnato da una nutrita sessione di quotati session men, mentre la produzione era affidata a Gus Dudgeon. Tra i brani prodotti in questa fase figurano Sixty Years On, Burn Down the Mission, Take Me to the Pilot, Indian Sunset, First Episode at Hienton, I Need You to Turn To, Come Down in Time, Talking Old Soldiers, Levon, Madman Across the Water e Tiny Dancer.
Your Song presenta una struttura standard nella discografia eltoniana, simile a quella di molte altre canzoni prodotte dalla star:
- Innanzitutto è in forma strofica, e musicalmente ripete la strofa prima di passare al chorus.
- Sebbene il pianoforte di Elton sia molto evidente solo nella parte iniziale del brano e in quella finale esso costituisce lo scheletro della composizione e la base della melodia: tutti gli altri strumenti, orchestra inclusa, modellano il suono su queste fondamenta.
- Il brano parte in sordina, sviluppandosi poi in un lento crescendo culminante in un climax tutti. Altre canzoni simili, ma ovviamente composte in seguito, sono Rocket Man e Don't Let the Sun Go Down on Me.

Elton presenta anche uno stile canoro unico e prettamente personale; il suo modo di pronunciare le parole è talvolta particolare, soprattutto alla fine del verso di un brano (non è difficile notare il modo "affrettato" di pronunciare la frase "Like a puppy child", in Amoreena). Negli anni settanta, inoltre, John utilizzava spesso e volentieri un altissimo falsetto (simile a quello dei Four Seasons), molto evidente in brani come Goodbye Yellow Brick Road, We All Fall in Love Sometimes o The Cage; questo ovviamente alterava la sua voce, ma Elton non aveva alcun problema nel tornare immediatamente al suo timbro originario (tenore lirico-leggero). Ben Folds dichiarò a tal proposito: "Negli anni settanta, mischiava il suo falsetto e la sua voce di petto in un effetto davvero fantastico. C'è quel punto in 'Goodbye Yellow Brick Road', dove canta 'on the grooound'- la sua voce è in tutto il negozio. Quando lo fa, è come saltare da un trampolino".
Nel 1986 John iniziò ad accusare seri problemi alla voce sempre più roca, come si può notare nell'album Live in Australia with the Melbourne Symphony Orchestra; nel gennaio del 1987 affrontò quindi una complicata operazione alla gola per rimuovere dei noduli dalle corde vocali; inizialmente si parlò di un'infezione, ma in tempi recenti la star ha dichiarato che tutto fu causato da un abuso eccessivo di varie droghe. L'operazione rese la voce di Elton più profonda (da baritono lirico), come si può chiaramente udire nelle registrazioni susseguenti, ed eliminò completamente il suo falsetto.
Altri lo citano fra gli artisti piano rock, mentre AllMusic lo considera un artista AOR, adult contemporary, rock and roll e di musica d'autore.

## Influenze su altri artisti
Con il suo stile armonico e particolare Elton John ha influenzato moltissimi tra musicisti (in modo speciale i pianisti), cantanti e compositori e caratterizzato in senso rilevantissimo la storia del rock: nell'immaginario collettivo è accostabile a personaggi come i Beatles e i Rolling Stones. Tra gli artisti influenzati dalla rockstar, si citano Phil Collins, i Queen, Axl Rose dei Guns N' Roses (che decise di diventare un cantante dopo avere ascoltato brani come Bennie and the Jets, Ballad of a Well-Known Gun e Someone Saved My Life Tonight), Billy Joel, George Michael, i Take That, Marc Cohn, Rufus Wainwright, Kate Bush, Peter Cincotti, Ben Folds e i Ben Folds Five, Tori Amos, i The Last Goodnight, Céline Dion, Shania Twain, Grégoire, Nobuo Uematsu (il compositore affermò: "Nessuno scrive una melodia come lo fa lui"), Lenny Kravitz, Barry Manilow, Pink, Rivers Cuomo, Ryan Adams, Thom Yorke (dei Radiohead), gli Scissor Sisters, Dave Mustaine dei Megadeth, i Sigur Rós, Sara Bareilles, Jamie Cullum, Daniel Powter, Mika, Richard Marx, Brandi Carlile, Christina Milian, i Something Corporate e i Crowded House. Anastacia, inoltre, si esercitò a cantare proprio grazie ai dischi di Elton John che le faceva ascoltare la madre.
In Italia il primo Antonello Venditti è stato molto influenzato dall'artista inglese (la sua casa discografica voleva lanciarlo come l'Elton John di Trastevere): nei lavori iniziali del cantautore romano (come l'album L'orso bruno, dove il brano L'ingresso della fabbrica viene persino introdotto dagli stessi accordi di Your Song), l'arrangiatore Vince Tempera si rifà esplicitamente al lavoro effettuato da Paul Buckmaster negli album della rockstar britannica, arrivando talvolta ai limiti del plagio. Proprio come Francesco De Gregori che, dopo essersi ispirato a Elton in alcune delle sue produzioni, ne ha addirittura plagiato un brano, seppur parzialmente (La leva calcistica della classe '68 ha una linea melodica pressoché identica a quella di The Greatest Discovery). John ha anche influenzato artisti come Claudio Baglioni specie nelle canzoni 'Amore bello' e 'Doremifasol', Riccardo Cocciante, Umberto Tozzi (quest'ultimo si ispirò a Saturday Night's Alright for Fighting per le note iniziali della sua Gloria, come affermò in un'intervista pubblicata su TV Sorrisi e Canzoni) e Belen Thomas.

## Discografia

### Album in studio
- 1969 – Empty Sky
- 1970 – Elton John
- 1970 – Tumbleweed Connection
- 1971 – Madman Across the Water
- 1972 – Honky Château
- 1973 – Don't Shoot Me I'm Only the Piano Player
- 1973 – Goodbye Yellow Brick Road
- 1974 – Caribou
- 1975 – Captain Fantastic and the Brown Dirt Cowboy
- 1975 – Rock of the Westies
- 1976 – Blue Moves
- 1978 – A Single Man
- 1979 – Victim of Love
- 1980 – 21 at 33
- 1981 – The Fox
- 1982 – Jump Up!
- 1983 – Too Low for Zero
- 1984 – Breaking Hearts
- 1985 – Ice on Fire
- 1986 – Leather Jackets
- 1988 – Reg Strikes Back
- 1989 – Sleeping with the Past
- 1992 – The One
- 1993 – Duets
- 1995 – Made in England
- 1997 – The Big Picture
- 1999 – Elton John and Tim Rice's Aida
- 2001 – Songs from the West Coast
- 2004 – Peachtree Road
- 2006 – The Captain and the Kid
- 2010 – The Union
- 2013 – The Diving Board
- 2016 – Wonderful Crazy Night
- 2021 – The Lockdown Sessions
- 2025 – Who Believes in Angels?

### Album dal vivo
- 1971 – 17-11-70
- 1976 – Here and There
- 1987 – Live in Australia with the Melbourne Symphony Orchestra
- 2000 – Elton John One Night Only - The Greatest Hits

### Raccolte
- 1974 – Elton John's Greatest Hits
- 1977 – Elton John's Greatest Hits Volume II
- 1980 – Elton John's Lady Samantha
- 1987 – Elton John's Greatest Hits Vol. 3
- 1990 – The Very Best of Elton John
- 1990 – To Be Continued...
- 1992 – Rare Masters
- 1992 – Greatest Hits 1976-1986
- 1995 – Love Songs
- 2002 – Elton John's Greatest Hits 1970-2002
- 2007 – Rocket Man - The Definitive Hits
- 2017 – Diamonds

### Colonne sonore
- 1971 – Friends Soundtrack
- 1994 – The Lion King Soundtrack
- 1999 – The Muse Soundtrack
- 2000 – Elton John's The Road to El Dorado Soundtrack
- 2011 – Gnomeo e Giulietta
- 2019 – Rocketman

## Principali partecipazioni in dischi di altri artisti
- I Who Have Nothing - Tom Jones (1970)
- Sing Children Sing - Lesley Duncan (1971)
- It Ain't Easy - Long John Baldry (1971)
- Everything Stops for the Tea - Long John Baldry (1972)
- Walls and Bridges - John Lennon (1974)
- For Everyman - Jackson Browne (1974)
- Smiler - Rod Stewart (1974)
- Goodnight Vienna - Ringo Starr (1974)
- Les Aveux - France Gall (1980)
- Donner pour donner - France Gall (1980)
- Perfect Timing - Kiki Dee (1981, duetto nel singolo Loving You is Sweeter than Ever)
- Friends - Dionne Warwick (1985, duetto nel singolo That's What Friends Are For con Gladys Knight e Stevie Wonder)
- Rock the Nations - Saxon (1986)
- The Final - Wham! (1986)
- Radio Hearth - Gary Newman (1987)
- Cloud Nine - George Harrison (1987)
- Heart Over Mind - Jennifer Rush (1987, duetto nel singolo Flames of Paradise)
- The Rumour - Olivia Newton-John (1988)
- Through the Storm - Aretha Franklin (1989, duetto nel singolo omonimo)
- Blaze of Glory - Jon Bon Jovi (1990)
- Under the Red Sky - Bob Dylan (1990)
- Without Walls - Tammy Wynette (1994)
- Faust - Randy Newman (1995)
- Intimacy - Bruce Roberts (1995, duetto nel singolo When the Money's Gone)
- Deep Inside - Mary J. Blige (1999)
- Beneath the Velvet Sun - Shawn Mullins (2000)
- Gettin' in Over My Head - Brian Wilson (2004)
- Alcyon Days - Bruce Hornsby (2004)
- Dream #29 - Cindy Bullens (2005)
- Classic Moments - Patti LaBelle (2005)
- Thanks for the Memory - Rod Stewart (2005)
- B.B. King & Friends: 80 - B.B. King (2005)
- Duets: An American Classic - Tony Bennett (2006)
- Ta-Dah - Scissor Sisters (2006, pianoforte e composizione in Intermission e nel singolo numero 1 UK I Don't Feel Like Dancin')
- Fundamental - Pet Shop Boys (2006)
- Shock Value - Timbaland (2007)
- Hope & Glory - Ann Wilson (2007)
- Give Up the Gost - Brandi Carlile (2009)
- Black Gives Way to Blue - Alice in Chains (2009)
- My Beautiful Dark Twisted Fantasy - Kanye West (2010)
- 50 Words for Snow - Kate Bush (2011)
- Save Rock and Roll - Fall Out Boy (2013)
- ...Like Clockwork - Queens of the Stone Age (2013)
- In2ition - 2Cellos (2013)
- Since I Saw You Last - Gary Barlow (2013)
- We Got It from Here... Thank You 4 Your Service - A Tribe Called Quest (2016)
- On the Rvn - Young Thug (2018)
- Ordinary Man - Ozzy Osbourne (2020)
- Sawayama - Rina Sawayama (2020)
- Chromatica - Lady Gaga (2020)
- Song Machine, Season One: Strange Timez - Gorillaz (2020)
- The Future Bites - Steven Wilson (2021)
- Hackney Diamonds - The Rolling Stones (2023)

Elton John ha collaborato nel corso della sua attività di musicista e cantante a tantissimi dischi di altri artisti, in forma più o meno anonima e oltre a queste, esistono decine di altre partecipazioni, come pianista o cantante, e svariati dischi tributo ad altri artisti. In riferimento agli inizi della sua carriera, non si conosce effettivamente il numero esatto di pubblicazioni realizzate nei vari paesi europei (cover anonime che replicavano i successi del momento).
Numerose sono inoltre le partecipazioni a compilation collettive di tributo ad altri artisti: a Curtis Mayfield (1993), George Gershwin (1994), Leonard Cohen (1995), Noël Coward (1998), Luther Vandross (2005), Fats Domino (2007), Charles Aznavour (2008).

## Pseudonimi
Nel corso della sua carriera, Elton John ha usato diversi pseudonimi. Qui di seguito ne troviamo elencati alcuni (sono ovviamente esclusi i lavori in cui è accreditato come Reg Dwight o Elton John):
- Rockaday Johnny: pianoforte nel brano Redneck Friend, proveniente dall'album di Jackson Browne For Everyman (1974).
- Ann Orson: compositore dei brani Hard Luck Story (singolo del 1974 di Kiki Dee) e Don't Go Breaking My Heart (singolo del 1976 di Elton e della Dee). I testi di entrambe le canzoni (provenienti da Rock of the Westies del 1975) furono scritti da Bernie Taupin (sotto lo pseudonimo di Carte Blanche: l'espressione Orson Carte costituiva un gioco di parole della frase "horse and cart"); Elton comunque partecipò attivamente alla stesura del testo di Don't Go Breaking My Heart.
- Reggae Dwight: compositore del brano Jamaica Jerk - Off (testo di Toots Taupin), proveniente dall'album del 1973 Goodbye Yellow Brick Road; lo pseudonimo di Elton si riferisce alla chiara corrente musicale di appartenenza della canzone ma anche al suo nome di battesimo (Reginald Dwight), mente quello di Bernie a Toots Hibbert, facente parte del gruppo reggae Toots & the Maytals.
- Redget Buntovan: pianoforte nell'album della rockband Blue Another Night Time Flight (1977, prodotto da Elton e Clive Franks). Lo pseudonimo era uno spoonerismo dell'espressione "Budget Rent-O-Van" e si riferiva al vero nome della rockstar, Reg).
- Tripe: compositore del brano The Man Who Loved To Dance, B-side di un singolo di Kiki Dee del 1977. Il testo è stato scritto da Onions (pseudonimo di Bernie Taupin).
- Dinah Card: compositore del brano Cartier, una B-side di un suo singolo del 1980. Il testo è stato scritto da Carte Blanche (pseudonimo di Bernie Taupin); l'espressione Dinah Card costituiva un gioco di parole della frase "Diner's Card").
- Lord Choc Ice: compositore dei brani Choc Ice Goes Mental e Earn While You Learn, B-side di suoi singoli del 1983.
- Lady Choc Ice: coautore (insieme a Cher) del brano Don't Trust That Woman, proveniente dall'album del 1986 Leather Jackets.
- Nancy Treadlight: pianoforte nella reinterpretazione di Sting del brano Come Down in Time, proveniente dall'album tributo del 1991 Two Rooms: Celebrating the Songs of Elton John & Bernie Taupin.

## Tour
- 1970 World Tour
- Jump Up Tour
- Too Low for Zero Tour
- European Express Tour
- Breaking Hearts Tour
- Ice on Fire Tour
- Tour De Force
- Reg Strikes Back Tour
- Sleeping with the Past Tour
- The One Tour
- Face to Face 1994
- Face to Face 1995
- Made in England Tour
- Big Picture Tour
- Face to Face 1998
- An Evening with Elton John
- Medusa Tour
- Stately Home Tour
- Face to Face 2001
- Songs from the West Coast Tour
- Face to Face 2002
- A Journey Through Time
- 2003 Tour
- Face to Face 2003
- 2004 Tour
- Peachtree Road Tour
- 2006 European Tour
- The Captain and the Kid Tour
- Rocket Man: Greatest Hits Live
- Face to Face 2009
- Face to Face 2010
- 2010 European Tour
- Greatest Hits Live
- 40th Anniversary of the Rocket Man
- The Red Piano
- The Union Tour
- The Million Dollar Piano
- Farewell Yellow Brick Road

## Filmografia

### Attore

#### Cinema
- Born to Boogie, regia di Ringo Starr (1972)
- Tommy, regia di Ken Russell (1975)
- Spice World, regia di Bob Spiers (1997)
- The Country Bears - I favolorsi, (The Country Bears), regia di Peter Hastings (2002)
- Elton John: Me, Myself & I, regia di James Strong (2007)
- Il risveglio della magia (Waking Sleeping Beauty), regia di Don Hahn (2009)
- Kingsman - Il cerchio d'oro (Kingsman: The Golden Circle), regia di Matthew Vaughn (2017)

#### Televisione
- La tata - serie TV, episodio 5X02 (1997)
- Will & Grace - serie TV, episodio 5X10 (2002)
- Nashville - serie TV, episodio 4X20 (2016)

### Produttore
- Rocketman, regia di Dexter Fletcher (2019)

## Doppiatori italiani
- Germano Basile in The Country Bears - I favolorsi[106]
- Andrea Moretti ne Il risveglio della magia[107]
- Gianluca Machelli in Kingsman - Il cerchio d'oro[108]